# Remete-hegyi-kőfülke
A Remete-hegyi-kőfülke a Duna–Ipoly Nemzeti Parkban lévő Remete-szurdokban található egyik barlang. Magyarország megkülönböztetetten védett barlangjai között van. Felső pleisztocén őslénytani és középkori régészeti leletek kerültek elő belőle. Bejárata messziről látható és ezért a Remete-szurdok egyik jellegzetessége. A Budai-hegység egyik legtávolabbról észrevehető barlangja, a másik a Gellérthegyi-barlang.

## Leírás
A Budai Tájvédelmi Körzetben, Remeteszőlős külterületén, fokozottan védett területen, erdőben, a Remete-szurdok É-i oldalában, a szurdok Ny-i bejáratánál, a Remete-hegy meredek, sziklás oldalában, a völgytalp felett 54 m-rel magasabban van a barlang bejárata. A Nagykovácsi útról is látható, DK-re nyíló, hatalmas méretű, íves, 12 m magas és 5 m széles bejárata vízszintes tengelyirányú. A barlangot jelölik a turistatérképek a barlang nevének feltüntetésével. A Remete-szurdok középső barlangszintjében (ez a szint a völgytalp felett 70 m-re, 340–350 m tszf. magasságban húzódik), a Remete-barlangtól ÉNy-ra van. Ugyanabban a szintben helyezkedik el, amelyikben a Remete-völgyi Felső-barlang is található. A kőfülkétől szép a kilátás.
A triász dachsteini mészkőben létrejött barlang vízszintes kiterjedése 13 m. A bejárati fülke két hasadék metszéspontján keletkezett, 216 m³ térfogatú, kb. téglalap alaprajzú, 5 m széles, 7 m hosszú, amelynek hátsó falából 2 m magasságban folytatódik a járat még kb. 9 m hosszan. A barlang belső részén egy kisméretű terem és egy abból induló kúszójárat található. Engedély nélkül és barlangjáró alapfelszereléssel járható a barlang, amely nincs lezárva.
1914-ben kitöltéséből nagyon sok rágcsáló, madár és hal maradványa került elő. A madármaradványokon kívül, körülbelül 5000 csont, például barlangi medve, rénszarvas, barlangi hiéna, ló, sarki róka, coboly, hermelin, menyét, közönséges görény, vadmacska, mezei nyúl, szibériai örvöslemming és rozsomák csontok lettek gyűjtve, amelyeket Kormos Tivadar határozott meg. A barlangi hiéna meghatározása bizonytalan. A ragadozót csak egy ujjperc képviseli a gyűjteményben. A felső, pleisztocén rétegből került elő a szibériai örvöslemming egyetlen állkapcsa. A két pleisztocén rétegben 33 emlősfaj, 49 madárfaj, egy gyíkfaj, két békafaj és két csigafaj, valamint halmaradványok voltak.
A horgasszőrű denevér maradványát először ebben a barlangban találták meg Magyarországon pleisztocén rétegben. A meghatározása Méhelÿ Lajosnak köszönhető. A pocokformáknak több, mint 3200 állkapcsa és koponyája került elő a két pleisztocén rétegből és ennek körülbelül a fele közönséges kószapocok csont. Majdnem 1000 darab közönséges vakond maradvány látott napvilágot. A rozsomáknak ez a második, biztos lelőhelye Magyarországon, először a Puskaporosi-kőfülkében lett megtalálva. Az egyik fosszilis, majdnem teljes hermelinkoponya az addig előkerült legszebb és legépebb hermelinkoponya volt Magyarországon Kormos Tivadar szerint.
A Remete-hegyi-kőfülkén kívül rozsomákcsont eddig hét magyarországi barlangból került elő, a Király-kúti-zsombolyból, a Lengyel-barlangból, a Pes-kő-barlangból, a Pilisszántói-kőfülkéből, a Puskaporosi-kőfülkéből, a Remete-barlangból és a Suba-lyukból.
A kevés békacsontot Fejérváry Géza Gyula, a halmaradványokat Leidenfrost Gyula vizsgálta. A 49 madárfajhoz tartozó fosszilis csontokat Lambrecht Kálmán határozta meg. A napvilágra került nagy lilik, egerészölyv, karvaly, kis sólyom, kék vércse, héja, erdei fülesbagoly, hóbagoly, uráli bagoly, európai törpekuvik, dolmányos varjú, szajkó, sárgarigó, tövisszúró gébics, füsti fecske, fenyőpinty, északi süvöltő és csörgő réce csontok az első pleisztocén Magyarországon talált nagy lilik, egerészölyv, karvaly, kis sólyom, kék vércse, héja, erdei fülesbagoly, hóbagoly, uráli bagoly, európai törpekuvik, dolmányos varjú, szajkó, sárgarigó, tövisszúró gébics, füsti fecske, fenyőpinty, északi süvöltő és csörgő réce csontok.
A fütyülő réce csont a Magyarországon talált második olyan fütyülő réce csont, amely pleisztocén. Először a Balla-barlangból került elő, bár a Balla-barlang csontja nem biztos, hogy fütyülő réce csont. A cigányréce, a fürj, a guvat, a pettyes vízicsibe, az erdei szalonka, az örvös galamb, a nagy fakopáncs, keresztcsőrű, hósármány és a gatyás ölyv csontok a Magyarországon talált második olyan cigányréce, fürj, guvat, pettyes vízicsibe, erdei szalonka, örvös galamb, nagy fakopáncs, keresztcsőrű, hósármány és gatyás ölyv csontok, amelyek pleisztocének.

A Remete-hegyi-kőfülke kitöltésének szelvénye

A halakat a fejes domolykó, egy Leuciscus faj, amely valószínűleg a bodorka, a szilvaorrú keszeg, a jászkeszeg és a csuka képviselik. Leidenfrost Gyula szerint a barlanghoz legközelebbi folyóvíz a Duna és ezért a leletek a Dunából kerültek a kitöltésbe.
Előfordul a barlang az irodalmában Betyár-kőfülke (Bertalan, Schőnviszky 1973–1974), Betyárodú (Jablonkay 1937), Kis-Remetebarlang (Thirring 1900), Kis-Remete barlang (Szabó 1879), Kőfülke (M. P. 1920), Kő-fülke (Horváth, Szunyogh 1971), ez az egyik neve a Sárkány-liknak is, Máriaremetei-sziklafülke (Bertalan, Schőnviszky 1973–1974), Mörder-lücke (Bertalan, Schőnviszky 1973–1974), Mőrderlücke (Jablonkay 1937), Remete-hegyi 1. sz. barlang (Kordos 1984), Remetehegyi 1. sz. barlang (Bertalan 1976), Remetehegyi-kőfülke (Éhik 1915), Remetehegyi Kőfülke (Földváry 1935), Remete-hegyi kőfülke (Horváth, Szunyogh 1971), Remetehegyi kőfülke (Kadić 1915), Remetehegyi sziklafülke (Leidenfrost 1915), Remetehegyi sziklaüreg (Kadić, Mottl 1938), Remetehegy kőfülkéje (Tasnádi Kubacska 1932), Remetei-kőfülke (Pápa, Dénes 1982), Remetei kőfülke (Barcza, Thirring 1920), Remete-kőfülke (Kordos 1977) és Remete-máriai felső-barlang (Kordos 1984) neveken is. 1971-ben volt először Remete-hegyi-kőfülke néven említve a barlang az irodalmában.

## Kutatástörténet

### 1877–1935

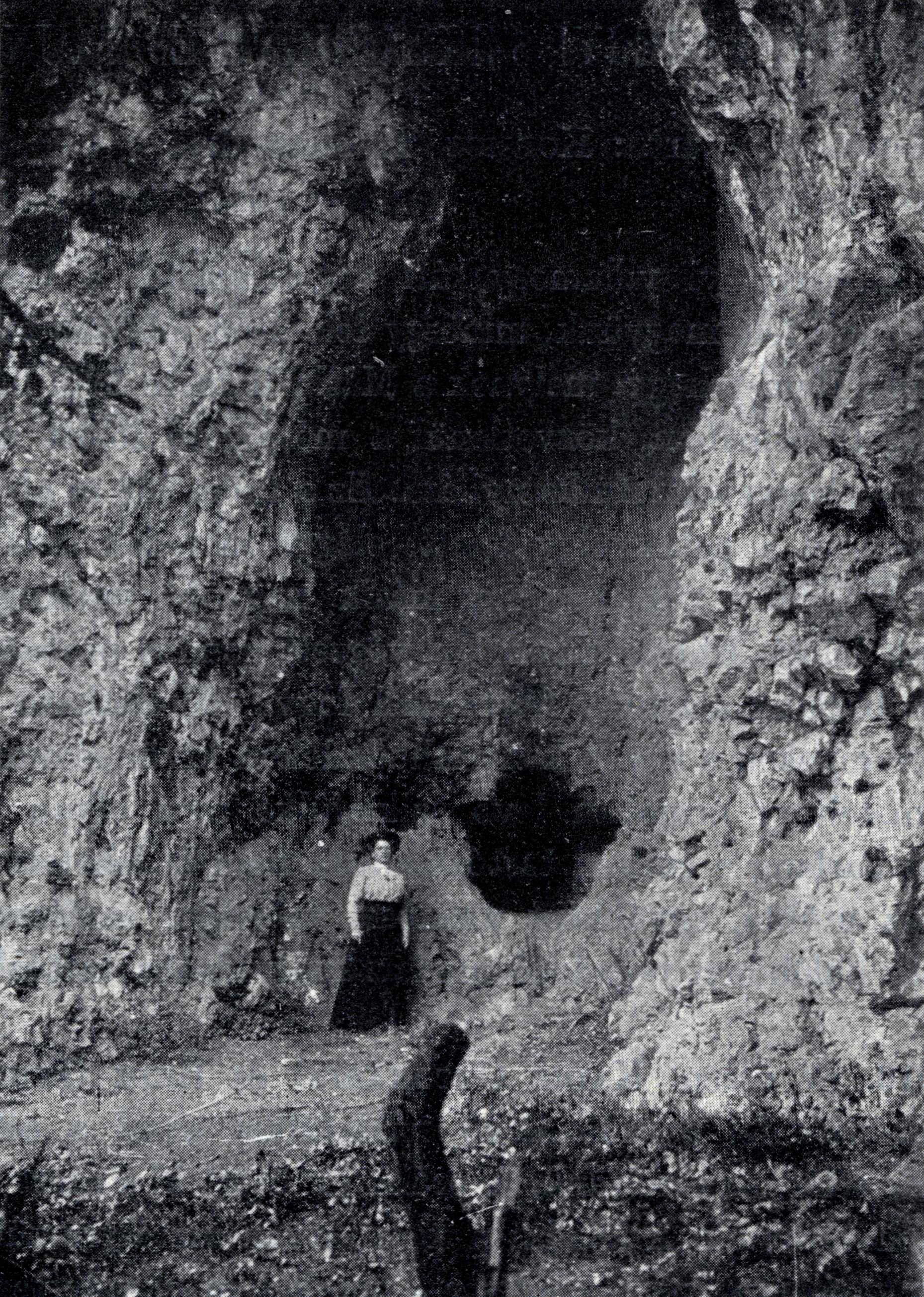
A Remete-hegyi-kőfülke 1914 körül (Bekey Imre Gábor fényképe)

Az 1877. évi Archaeologiai Értesítőben meg van említve, hogy a Magyar Nemzeti Múzeum régiségtára novemberben gyarapodott 1 (állattól származó) alsó állkapoccsal, 2 csonttal és 3 cseréppel is. Ezeket a leleteket, melyek a budai Remetemária közelében elhelyezkedő sziklaodúból kerültek elő, Lóczy Lajos ajándékozta a múzeumnak. 1879-ben megjelent tanulmányában Szabó József írta le a Remete-hegyi-kőfülkét. A leírás szerint két barlang volt a Remete-hegy oldalában. A kisebb, nyugati a kőfülke, a nagyobb, keleti a Remete-barlang.
Az 1900-ban kiadott, Budapest környéke című könyvben meg van említve, hogy a Remete-szurdokban két barlang van, amelyek közül a felső a Remete-hegyi-kőfülke, az alsó a Remete-barlang. A kőfülkének a nagykovácsi útról is látszik a bejárata. Az 1904. évi Budapest Régiségeiben meg van említve, hogy valószínűleg kőkori tanyahelyek voltak Remetemária sziklaodúi, ahonnan Lóczy Lajos (Régészeti N., 168/1877.) vitt a Magyar Nemzeti Múzeumba durva cserépdarabokat.
Az 1910-ben kiadott és Márton Lajos által írt, Pest-Pilis-Solt-Kiskun vármegye őskoráról szóló könyvfejezetben meg van említve, hogy a régibb kőkor emberének leletei valószínűleg elő fognak kerülni a Budapest közelében emelkedő hegyek barlangjaiból. Már 1881-ben felhívta a figyelmet ezekre a barlangokra Lóczy Lajos, aki úgy gondolta, hogy ezek közül a barlangok közül néhány alkalmas volt emberi lakhelynek földrajzi fekvése és alakja miatt. A barlangok lakottságát bizonyítja az a kultúrréteg is, amely jelenlegi talajukat alkotja. Két kis odú van a Remete-szurdokban, a Remete Boldogasszonyról elnevezett búcsújáróhely közelében. A Bátori-barlangnál és ennél a két odúnál jelentősebbnek tűnik a Kis-kevélyi-barlang a nagysága miatt és főleg azért, mert egész, kb. 160 m²-es talaja kultúrréteg. A Pest vármegyében lévő barlangokból előkerült leletek közül legrégebbiek azok az újabb kőkori cseréptöredékek, amelyeket Lóczy Lajos talált az Ördög-árok menti odúkban.
1913 őszén Éhik Gyula, Kadić Ottokár és Kormos Tivadar próbaásatással vizsgálták, hogy kitöltésében vannak-e őslénytani, vagy régészeti leletek. A próba jól sikerült, mert a pleisztocén üledék sok kistermetű gerinces állat csontját tartalmazta. 1914 tavaszán Kormos Tivadar végzett benne őslénytani ásatást, amelyet a Magyar Nemzeti Múzeum Régiségtára 100 koronával támogatott és amelynek során régészeti leletek, tűzhelynyomok, cserépedény-töredékek és égetett csontok is előkerültek, például egy Spalax hungaricus félig elszenesedett felsőkarcsont-töredéke. A cserépedény-töredékeket Bella Lajos vizsgálta meg, amelyek szerinte korongon készültek és a 14. századból származnak, tehát középkoriak. A középkori eredetet a rétegben talált Numida meleagris és patkány maradványok is alátámasztják, mert ezek az állatok csak ekkoriban kerültek Magyarországra. Az ásatáskor teljesen el lett távolítva kitöltése.
1914 decemberében jelent meg egy tanulmány az ásatásról. A tanulmány részletesen ismerteti a barlangot, az ásatást és az előkerült leleteket. A publikációban látható két fénykép a barlangról, a kitöltés hossz-szelvény rajza és a Magyarországon előkerült legszebb és legépebb fosszilis hermelinkoponya fényképe. A 14. táblán a kőfülke holló csontmaradványai, a 15. táblán a kőfülke madárcsontjai figyelhetők meg. Az 1915. évi Barlangkutatás 2. füzetében Éhik Gyula közölte, hogy a kőfülke a harmadik hazai lelőhelye a Magyarországon kihalt keleti pézsmacickánynak és a cikkben ismertetve van a talált lábszárcsont-töredék. Az 1915. évi Barlangkutatás 3–4. füzetében Vogl Viktor ismertette Kormos Tivadar és Lambrecht Kálmán 1914-es tanulmányát.

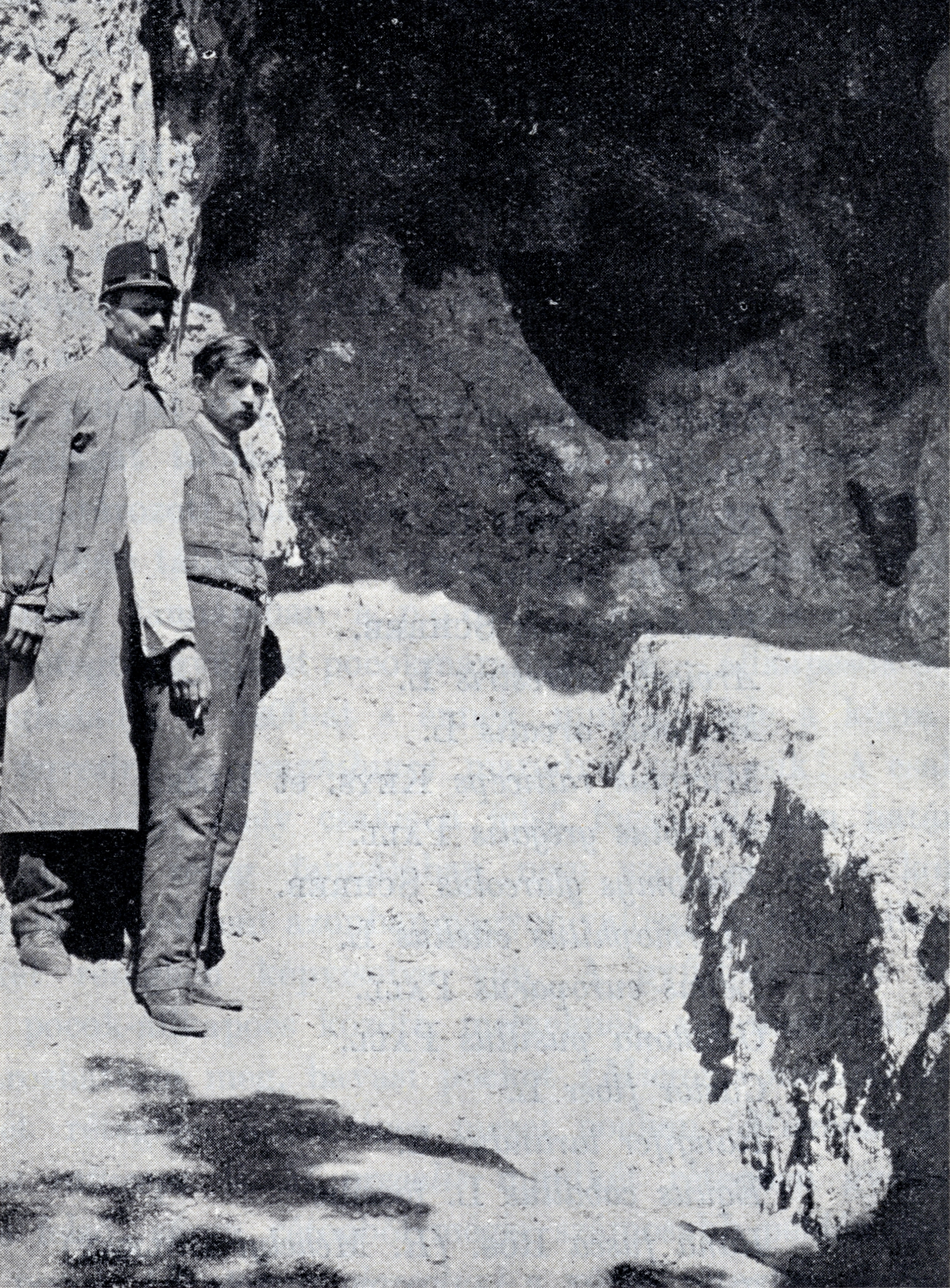
A Remete-hegyi-kőfülke 1914 körül (Kormos Tivadar fényképe)

Az 1919. évi Barlangkutatásban publikált, Kadić Ottokár által írt jelentésben meg van említve, hogy a Pál-völgyi-barlang kutatásának befejezése után 1919-ben a többi pál-völgyi és Budapest vidéki barlang, például a Remetehegyi kőfülke tanulmányozására és felmérésére került sor. A barlang felmérését a Pannonia Turistaegyesület Barlangkutató Szakosztály tagjai (Frölich Árpád, Bagyura János, Jilek Antal, Som Imre, Ruzitcska Gyula, Pürner József, Frei Hermán és mások) segítették. A barlangban a kutatás be van fejezve. Az 1919. évi Barlangkutatásban lévő, Scholtz Pál Kornél által írt beszámoló alapján Kadić Ottokárt Lóczy Lajos bízta meg, hogy a Budai-hegység barlangjait felmérje és ebben a munkában a Pannónia Turista-Egyesület Barlangkutató Szakosztálya támogatta Kadić Ottokárt. A távolabbi barlangok közül a Remetehegyi kőfülke is fel lett mérve.
Az 1920-ban megjelent, Budapest Duna-jobbparti környéke című könyv szerint a területen ősemberi, ősállati maradványokat a Remetehegyi kőfülke, a Kis-kevélyi-barlang, a Pilisszántói-kőfülke és a Jankovich-barlang szolgáltatott. A Remete-hegy oldalában van néhány barlang. A Remete-völgy Ny-i részén, 338 m tszf. magasságban helyezkedik el a Remetei kőfülke, amelyhez felmenni meredek és köves ösvényen lehet. A nagykovácsi kocsiútról már messziről észrevehető a kőfülke hatalmas, ívalakú bejárata. A Remetei kőfülke fülketípusú kis üreg, amely egy külső nagy teremből és egy belső kis odúból áll. A kőfülke felfelé kb. 12 m magas kürtőben folytatódik és szabálytalanul záródik. Kormos Tivadar 1913-ban nagyon eredményes ásatást végzett a barlangban. A kőfülke diluviális kitöltésének két, rágcsáló rétegében nagyon gazdag posztglaciális mikrofauna, sok apró emlős és madárfaj volt.
Az 1920. évi Turistaság és Alpinizmusban megjelent, a Budai-hegység 1:75 000 térképlapjának hibáit felsoroló közleményben meg van említve, hogy a barlang helye nincs jelölve a térképlapon. A Remete-hegyi-kőfülke a Remete-barlangtól négy mm-re, ÉK-re található. Az 1920. évi Barlangkutatásban kiadott könyvismertetésben, amely a Budapest Duna-jobbparti környéke című könyvről szól, meg van említve, hogy a könyvben le van írva a Remetehegyi kőfülke. Az 1921. évi Turisták Lapja folyóiratban publikálva lett, hogy Kadić Ottokár beszámolt a főváros környéki barlang kutatásáról az 1919. évi Barlangkutatásban.
Az 1924-ben megjelent, Budapest Duna-jobbparti környéke című kiadványban meg van ismételve az 1920-ban publikált könyv Remete-hegyi-kőfülkét bemutató része. Az 1924. évi kiadás szerint azonban a területen ősemberi, ősállati maradványokat a Remetehegyi kőfülke, a Kis-kevélyi-barlang és a Pilisszántói-kőfülke szolgáltatott. Az 1924. évi Színházi Életben meg van említve, hogy egy turistacsoport kirándult a Remete-szurdokba és ekkor vezetőjük elvezette a turistacsoport tagjait a Remete-hegyi-kőfülkéhez is. Az Újság 1926. július 31-i számában meg van említve, hogy a Magyar Munkások Turista Egyesülete szervezett egy Ankner Béla által vezetett túrát, amely érinti a Remete-hegyi-kőfülkét. A Pesti Hírlap 1926. július 31-i számában megjelent az előző hír, azzal a plusz információval, hogy a túra 1926. augusztus 1-jén lesz.
Az 1931-ben kiadott, Természetvédelem és a természeti emlékek című könyvben szó van arról, hogy a Remetehegyi sziklafülke a Remete-barlang közelében, a mészégető felett, a völgyfenéktől 54 m-rel magasabban, 338 m abszolút magasságban nyílik. Két részből, egy külső és egy belső fülkéből áll. A külső 6 m mély és elől 7 m, de felénél már csak 3,5 m széles. A belső 4,1 m hosszú és 2,6 m legnagyobb magassága. Kormos Tivadar és Lambrecht Kálmán vizsgálták át a sziklafülkét, akik érdekes faunamaradványra bukkantak a barlang alluviumában és alatta a posztglaciális rágcsálórétegben. A kőfülkében gyűjtött és átvizsgált kb. 5000 csontmaradvány között a nagytermetű kósza pocok (Arvicola terrestris) fordul elő legnagyobb számban. Egyik ásatáskor sem került elő ebből az állatfajból ilyen sok. Ezt a pocokfajt a csontmaradványok alapján ugyan nem lehet megkülönböztetni vízben élő változatától (Arvicola terrestris amphibius), mégis a mocsárlakó guvat (Rallus aquaticus) itteni gyakori előfordulására és az ásatáson talált sok hal- és békacsontra való tekintettel, a kutatást végző Kormos Tivadar úgy gondolta, hogy a barlangból főleg vízi pocok állkapcsai kerültek elő.

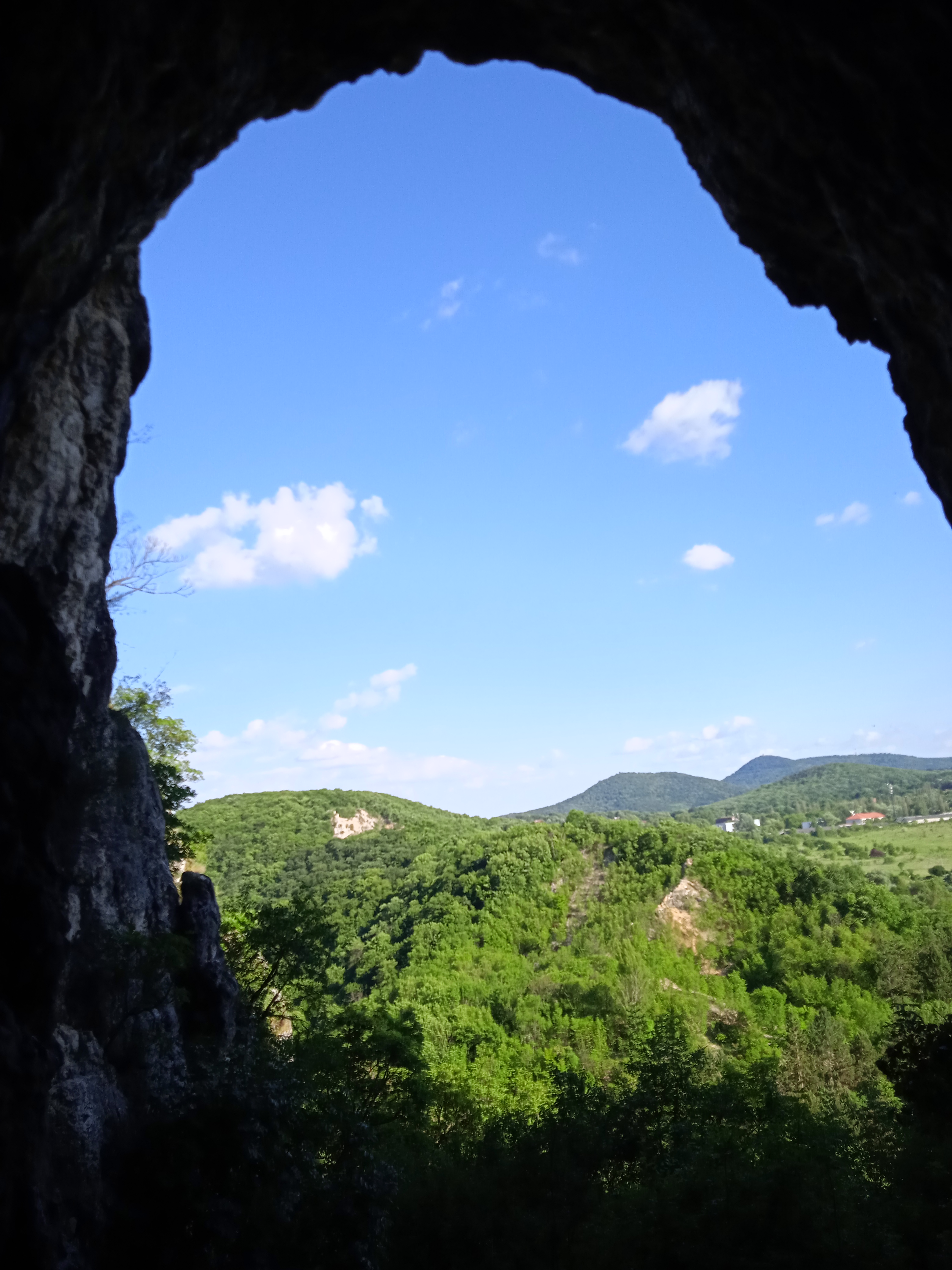
Kilátás a Remete-hegyi-kőfülkéből

Emiatt, illetve a vizsgálatok egyéb eredményei miatt azt a következtetést vonta le, hogy Budapest környékén a posztglaciális időknek abban a részében, amikor ennek a sziklafülkének a rétegei kialakultak, előbb vizenyősebb, mocsarakkal tarkított, majd később egyre szárazabbá váló pusztaság terült el, amelynek faunája az utólagos idevándorlások miatt egyre több sztyeppei elemet mutat. Meg kell említeni, hogy ennek a barlangnak fajgazdag fosszilis madárfaunáját, amely az eddig ismert, hasonló korú madárfaunáktól sokban különbözik mind mennyiségi, mind minőségi összetételében, Lambrecht Kálmán határozta meg és dolgozta fel. Kétségkívül Budapest környékének egyik nevezetessége ez a sziklafülke a kutatások most röviden ismertetett eredménye miatt.
Bekey Imre Gábor 1931-ben közölt dolgozatában szó van arról, hogy a pilisi hegyvidéken befejezett ásatások után került a barlangkutatók figyelmének középpontjába a Máriaremete közelében lévő Remetehegyi kőfülke is, amelyet Kormos Tivadar ásott fel. Kormos Tivadar a magasan elhelyezkedő kőfülkében jelentékeny pleisztocén faunát talált. A Turisták Lapja 1931. évi évfolyamában lévő és Kadić Ottokár által írt publikáció szerint az őskori állatvilága miatt híressé vált Remetehegyi kőfülke a főváros területén található, de távol van Budapest központjától. A barlang kutatása és felmérése megtörtént, de ásatása és turista szempontból történő rendezése még várat magára. Az Újság 1931. március 14-i számában meg van említve, hogy a Természetbarátok Turista Egyesületének V–VI. kerületi osztálya szervezett 1931. március 15-ére egy Hüttl S. által vezetett túrát, amely érinti a Remete-hegyi-kőfülkét.
Az 1932. évi Földrajzi Közleményekben lévő, Bulla Béla által írt tanulmányban meg van említve, hogy a remete-hegyi áttörés karsztos eredetű. A barlangi eróziót két barlang bizonyítja. A felső barlangfülke magassága az ópleisztocén szintnek felel meg. Pleisztocén faunája van ennek a bújtatónak. Ennek az áttörésnek a bejáratánál, az áttörés felső részén lévő mészkőben van a Remete-hegyi-kőfülke. Az ópleisztocén (fellegvári) terasznak felel meg a remete-hegyi szurdok bejáratánál lévő mészégető feletti felső barlang szintje. A folyóiratban látható egy távolról készült fekete-fehér fénykép, amelyen a barlang bejárata figyelhető meg (Bulla Béla fényképe). Az 1932-ben napvilágot látott, Természetvédelem és a természeti emlékek című könyvben meg van ismételve a könyv 1931. évi kiadásának Remete-hegyi-kőfülkét tárgyaló része. 1932-es tanulmányában Tasnádi Kubacska András említ egy olyan rágcsálótól származó törött hátulsó végtagcsontot, amelyik a kőfülkéből került elő.

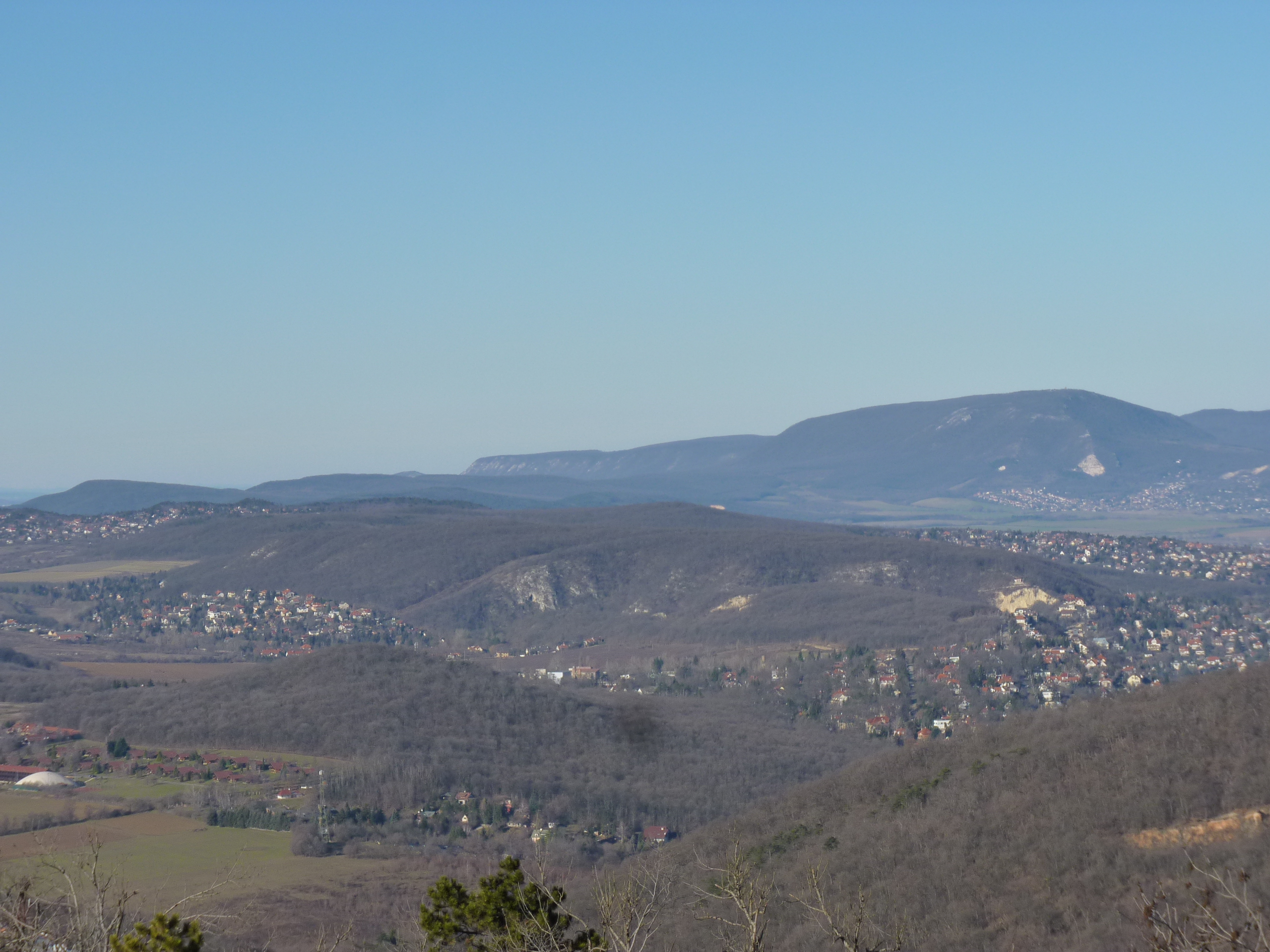
A Remete-hegy (kép közepe) látképe a János-hegyről. A képen a Remete-hegyi-kőfülke is megfigyelhető

Az 1932-ben megjelent, Az Aggteleki cseppkőbarlang és környéke című könyvben szó van arról, hogy a Budai-hegységben lévő Remetehegyi sziklafülke a Remete-barlang mellett helyezkedik el. Hatalmas bejárata tág fülkébe vezet, amely hátul csatlakozik egy kisebb üreghez. A kőfülke alját diluviális agyag tölti ki, amely nagyon gazdag gerincesek csontjaiban az 1914-es ásatások alapján. Nagyon sok rágcsáló-, madár- és halmaradvány került elő, amelyek miatt meg lehetett állapítani a vidék klímájának változásait. A kiadvány barlangot ismertető része 4 publikáció alapján lett írva. 1934-ben publikálva lett a barlang ismertetése a Budai hegyek részletes kalauza című könyvben.
Az Erdészeti Lapok 1935. évi évfolyamában kiadott tanulmány szerint a Budai-hegység egyik legszebb völgyének, a Remete-völgynek az É-i oldalát szépen keretezi a Remete-hegy, amelynek oldalában több barlang található. A Remete-völgyben lévő sziklás hegyoldalban helyezkedik el a nagy nyílású Remetehegyi Kőfülke, amely fel lett ásatva. Az ásatás anyagát Kormos Tivadar és Lambrecht Kálmán dolgozták fel. Ők ketten a pleisztocén rétegekben 49 madár-, 33 emlős-, 2 béka-, 2 csiga- és 1 gyíkfajra, illetve halmaradványokra bukkantak. Szerintük valószínűleg a posztglaciális kornak abban az időszakában, amikor a Remetehegyi Kőfülke rétegei létrejöttek, Budapest környékén előbb mocsaras, majd később szárazabbá váló pusztaság terült el, amelynek faunája egyre több sztyeppei elemet tartalmaz az utólagos idevándorlások miatt.

### 1937–1970

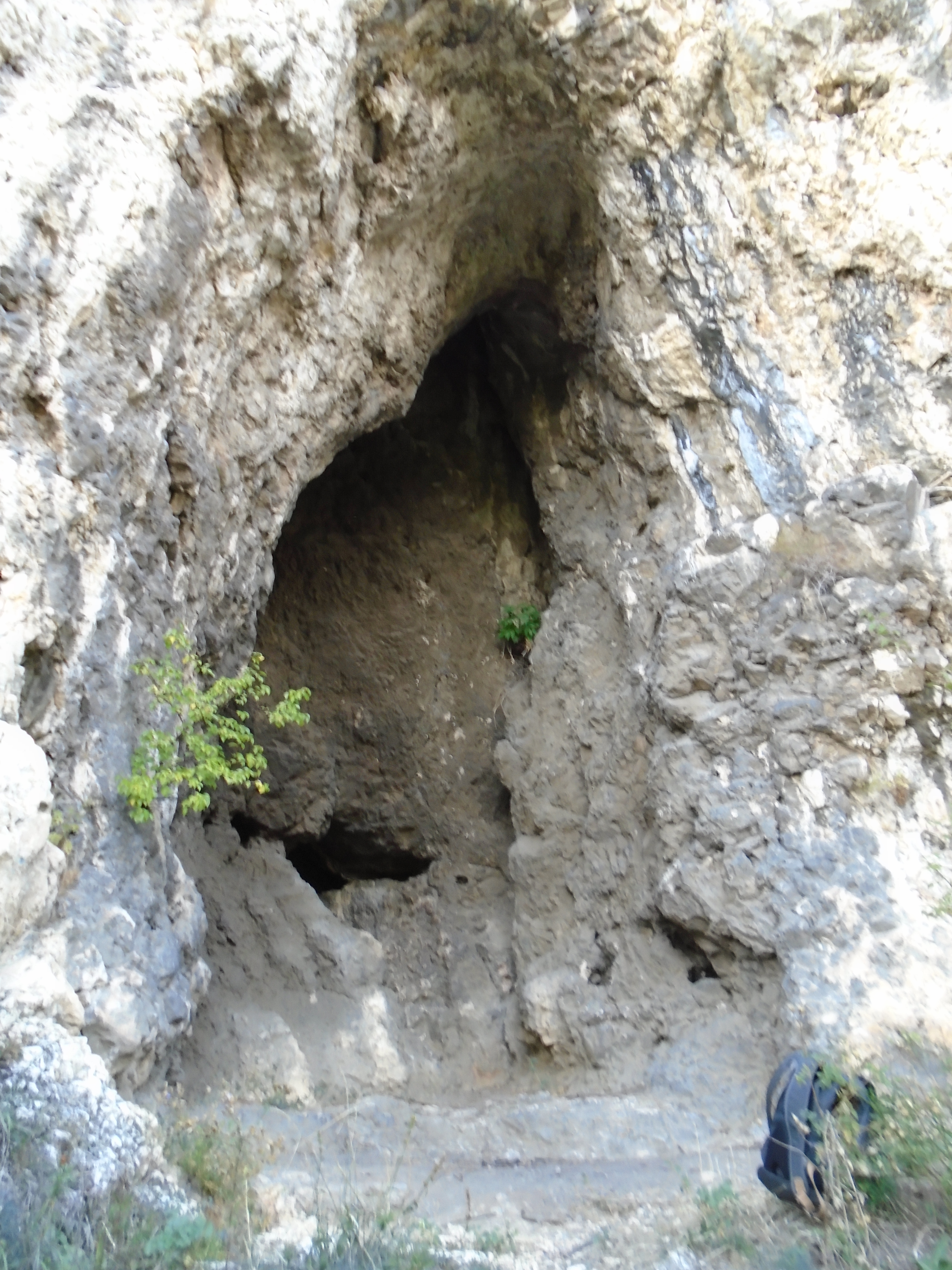
A Remete-hegyi-kőfülke bejárata

Az 1937-ben napvilágot látott, Jablonkay István által írt kiadványban szó van arról, hogy a Remete-szurdok bal oldali falában, a pataktól 50 m-rel (felső szint) és 10 m-rel (alsó szint) magasabban találhatók forrásbarlangok. A szurdok bejáratánál, kb. 50 m magasan tátongó hatalmas kőfülke a felső szintbe tartozó forrásbarlangok között a legszebb és a legfejlettebb. Ha egy barlang erózióbázisa lejjebb száll, akkor azt követi a barlang vízrendszere is. Ez pl. úgy történhet, hogy a víz elhagyja a régi átmenőbarlangot és a régi forrásbarlangot, majd a kőzet vékony repedésein lejjebb ereszkedve új barlangrendszert alakít ki. Ebben az esetben új forrásbarlang nyílik a régi alatt, a lesüllyedt erózióbázis új szintjén. A régi felső bejáratot pedig eltömi az ottmaradt karsztbreccsa. A Remete-szurdok bal oldali falában sorakozó elhagyott forrásbarlangok ennek a folyamatnak szép példái. Ezeknek a barlangoknak az erózióbázisa annak a barlangnak a patakja volt, amelynek beszakadásával kialakult a szurdok. A szurdokbarlang patakjának régi, szakaszjelleg-változás előtti magasságát jelzik a felső szint barlangjai.
A kiadványhoz mellékelve lett egy olyan fénykép, amelyen együtt látható a Betyárodú (Mőrderlücke) kőfülke bejárata és a Remete-barlang bejárata. A fényképet Jablonkay István készítette. A bölcsészdoktori értekezésbe bekerült a barlang Kessler Hubert rajzán alapuló hosszmetszet térképe. Mottl Mária 1938-as A bükki mousterien európai vonatkozásban című tanulmányában a pleisztocén posztglaciális emeletének magdalenien II.-jébe sorolta a lelőhelyet előkerült leletek alapján. Az 1938. február 15-i Magyar Turista Életben, Pápa Miklós cikkében három remete-szurdoki barlang van említve név szerint, ezek egyike a Remete-hegyi-kőfülke. A cikk szerint tilos a völgy nyugati részén nyíló, a hegyoldalba mélyedő barlangba menni. Egy hatalmas barlang beszakadásával keletkezett a szurdok és ennek a hatalmas barlangnak maradványa a Remete-hegyi-kőfülke.
Az 1942-ben kiadott, Budapest története című könyv Tompa Ferenc által írt fejezetében szó van arról, hogy Rómer Flóris után Nagy Géza is említette, hogy Remetemária sziklaodúiból előkerültek durva cserepek, melyek valószínűleg a csiszolt kőkorszakból származnak. Az 1944. évi Barlangkutatásban szó van arról, hogy a Remetehegyi-kőfülke Mustela robusta singcsontjai 43–44,5 mm közötti hosszúak, tehát kisebbek, mint az Istállós-kői-barlang sárgásbarna rétegéből előkerült kifejlett görény teljesen ép singcsontja (46 mm hosszú), és kisebbek mint a Berva-barlang javaglaciális közönséges görényének singcsontja. Leél-Őssy Sándor a Magyar Hidrológiai Társaság 1949. március 9-i ülésén tartott egy előadást. Az előadás témája a Hét-lyuk volt. Az előadásban említve volt a Kőfülke is név szerint. Leél-Őssy Sándor a társaság 1949. november 9-i szakülésén tartott egy előadást, amelyben ismertette a Remete-szurdok barlangjait.

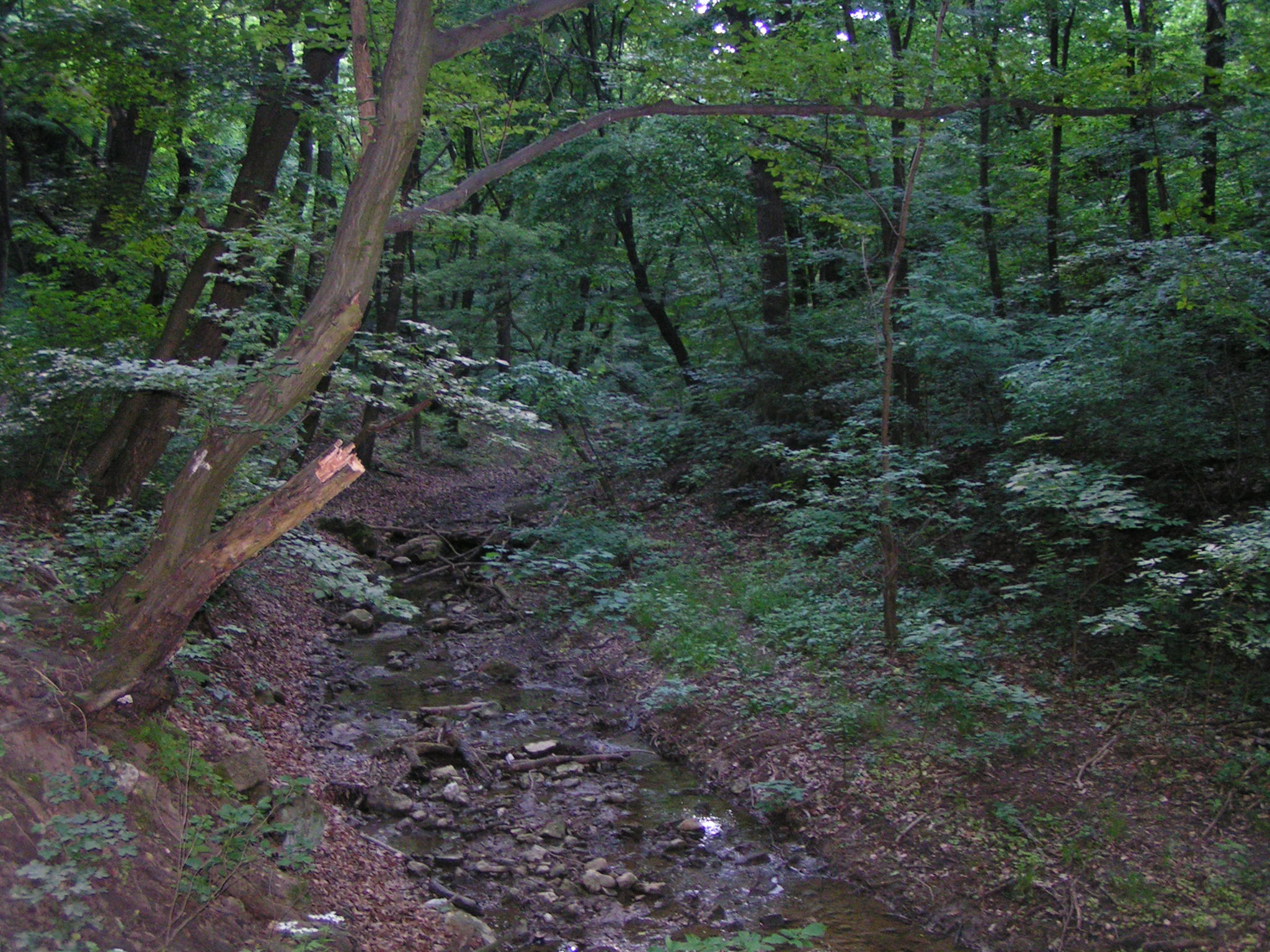
A Remete-szurdok egyik része

A Hidrológiai Közlöny 1950. évi évfolyamának 3–4. számában megjelent a Leél-Őssy Sándor által 1949. március 9-én tartott előadás szövege. A publikáció címe A remetehegyi Hétlyuk-zsomboly. A tanulmányban szó van arról, hogy a Remete-hegy jelenleg magasan elhelyezkedő, de már száraz, pusztuló forrásbarlangjai a pliocénban és az ópleisztocénban keletkeztek. (Hét-lyuk alatti barlang, Remete-hegyi-kőfülke és még néhány kisebb félbemaradt, illetve felszakadt barlang, valamint forrásüreg.) Ezután a fiatal tektonikus kiemelkedés és az erózióbázis klimatikus eredetű bevágódása miatt lejjebb szállt a Remete-hegy karsztvízszintje is és elkezdtek pusztulni a szárazzá vált barlangok.
Az 1950. évi Hidrológiai Közlöny 11–12. számában publikált, Leél-Őssy Sándor által írt tanulmányból (ez a tanulmány az 1949. november 9-én elhangzott előadás) megtudható, hogy Cholnoky Jenő 1936-ban kiadott könyve szerint a Remete-szurdok egy felszakadt víznyelős barlang. A szurdok oldalában található jelenlegi kis barlangok ennek a felszakadt régi nagy barlangnak a felszakadás miatt lefejezett oldalbarlangjai (barlangi kaptúra). Jablonkay István az 1937-es disszertációjában a szurdok karsztos formáinak kialakulását a Cholnoky Jenő által elképzelt keletkezéssel magyarázza. Láng Sándor 1948-ban megjelent tanulmányában az van írva, hogy a jelenlegi száraz, magasan elhelyezkedő barlangok a fiatal tektonikus kiemelkedésnek és a karsztvízszint lesüllyedésének az eredményei. Leél-Őssy Sándor írása szerint a Remete-hegy oldalában, a máriaremetei szurdok felett a karsztos formákat leginkább barlangok képviselik. Ezek a barlangok kicsik, szárazak és rövidek. Egyetlen kivétellel (Remete-barlang) mind magasan a völgytalp felett vannak, ezért idős, pusztuló barlangok.

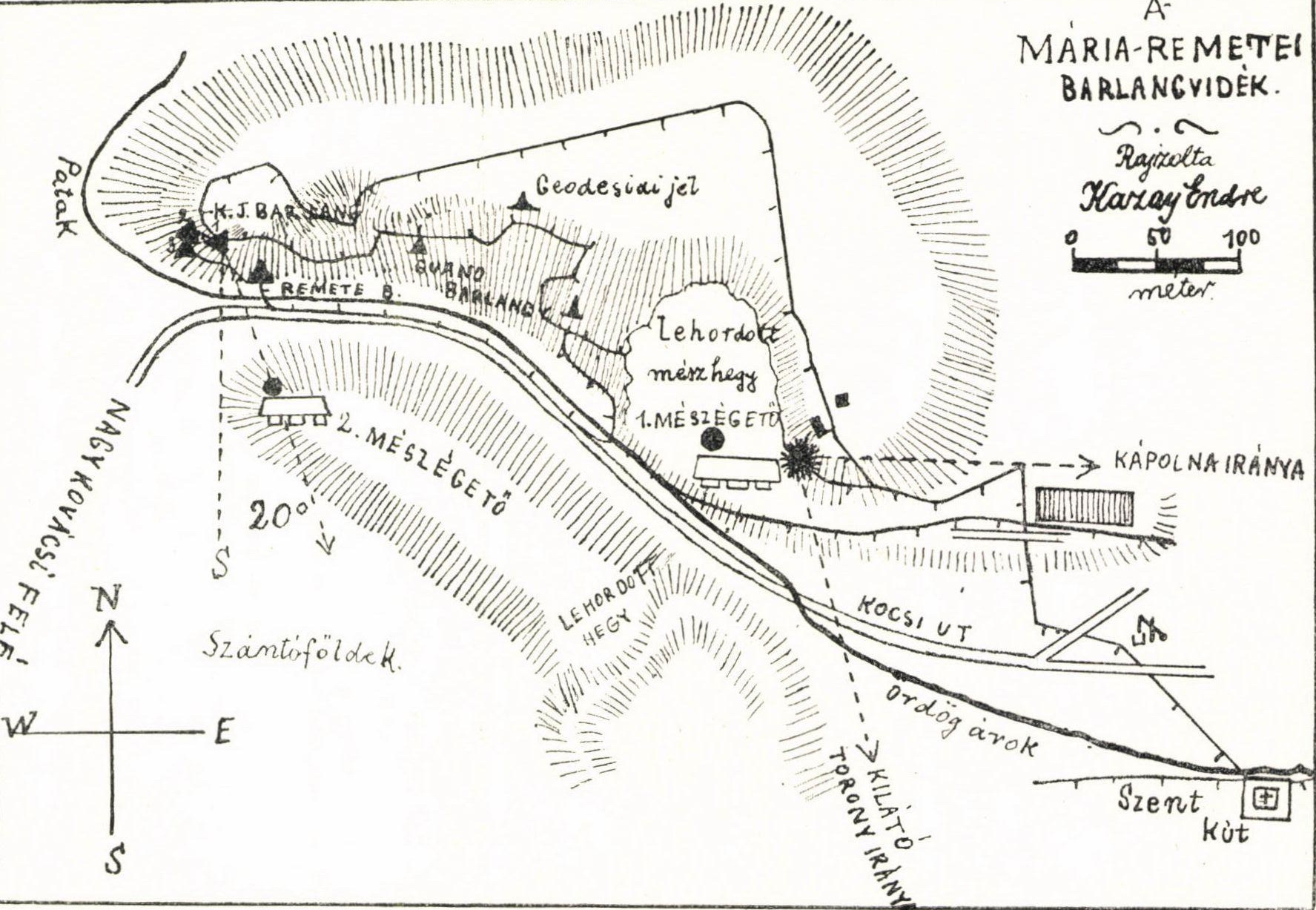
Kazay Endre rajza a Remete-szurdokról. A rajzon nincs jelölve a Remete-hegyi-kőfülke helye

A szurdok középső barlangszintjében (ez a szint a völgytalp felett 70 m-re, 340–350 m tszf. magasságban húzódik) a legjelentősebb barlang a Kőfülke, amely a szurdok Ny-i vége közelében található és hatalmas bejárata messziről is jól látható. A barlangban eredményes őslénytani ásatások történtek. A Kőfülke sokat ígérő nagy bejáratának nincs folytatása a hegy belseje felé. Csak egy járhatatlanul szűk kis folyosó halad befelé belőle, de az is alig 1,5 m után teljesen elszűkül és megszűnik. Kialakulását tekintve a kőfülke egy nem teljesen kifejlett, embrionális forrásbarlang, amelynek közvetlenül a bejárat mögött oldalról felszakadt egy kis avenje. A bejárat mennyezete beomlott, és a barlang kicsinységével és rövidségével teljesen ellentétben lévő, hatalmas bejárat keletkezett. Jelenleg ez a barlang is egészen száraz. A barlang alatt lévő nagyon meredek hegyoldalban hatalmas kőfolyások vannak. A Remete-hegyen nincsenek víznyelők és bújtatóbarlangok, csak D-i oldalán van néhány forrásbarlang és a Hét-lyuk.
Eddig az volt a tudományos álláspont, de még jelenleg is sokan azt gondolják, hogy a Remete-szurdok barlangi felszakadással alakult ki. Úgy látszott, hogy ezt az elképzelést alátámasztják a szurdok É-i oldalában lévő barlangok is. Ezzel szemben Leél-Őssy Sándor úgy vélte, hogy a völgy regresszió miatt keletkezett áttöréses keresztvölgy (diszkordáns völgy). Ennek a nézetnek legdöntőbb bizonyítéka a szurdok É-i oldalában található rövid, száraz forrásbarlangok hármas szintje. Ezek a barlangok nem lefejezett oldalbarlangok és nem bizonyítják a barlangi felszakadást, ahogy azt Cholnoky Jenő gondolta, hanem ellenkezőleg, a fiatal, tektonikus kiemelkedést tanúsítják. A barlangok magasan elhelyezkedése és szárazsága a kiemelkedést bizonyítják, míg a kiemelkedés módjára utal a hármas szint. A kiemelkedés ugyanis nem egyszerre és egy ütemben történt, hanem több ütemű, szakaszos volt a kiemelkedés. A kiemelkedést nyugalmi időszakok szakították meg.

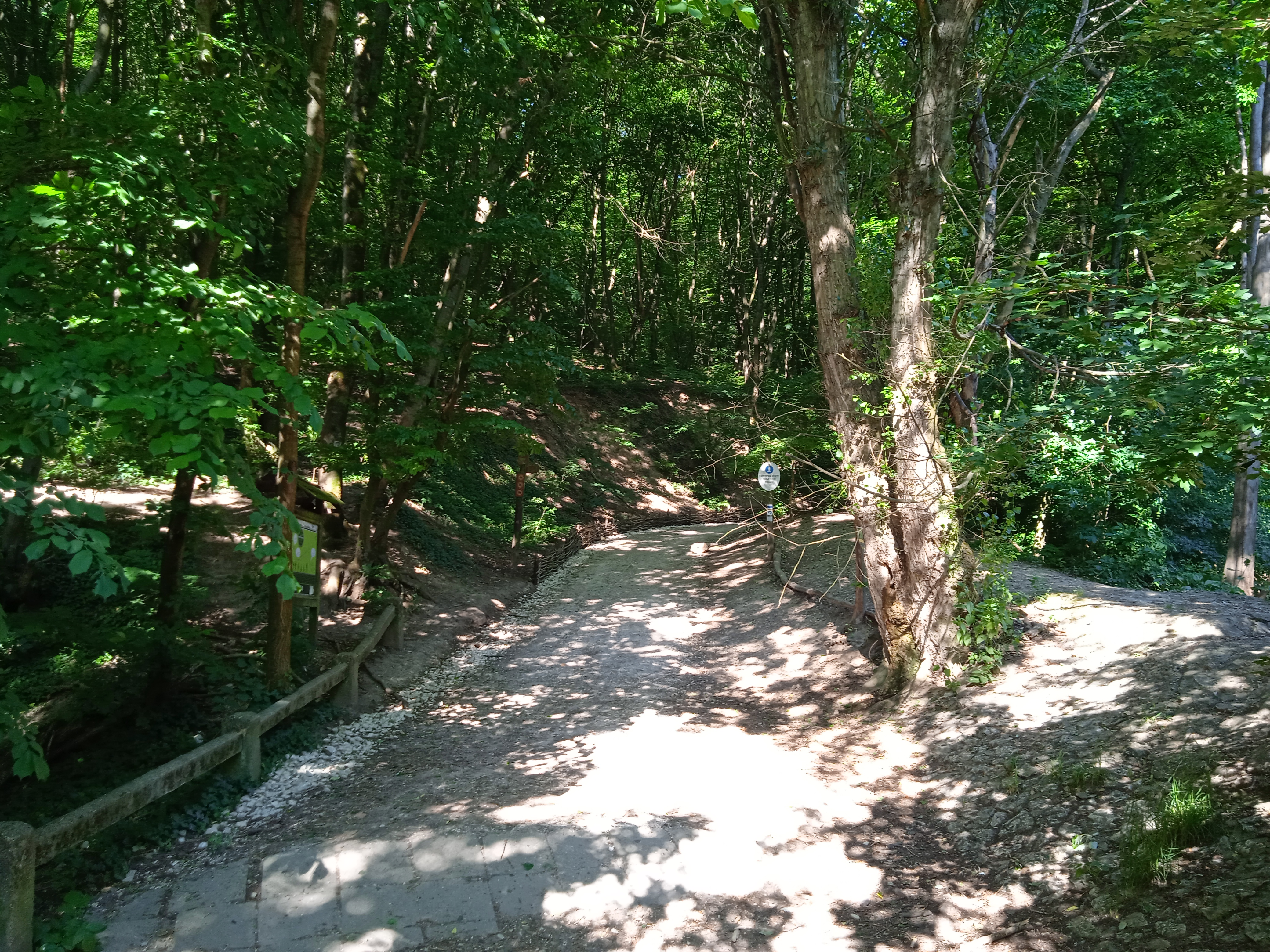
A Remete-szurdokon áthaladó út K-i vége

Az állandó karsztvíz szintje is lejjebb süllyedt minden kiemelkedéskor. Mivel a karsztos forrásbarlangok mindig az állandó karsztvízszint felett jönnek létre, ezért a kiemelkedés miatt fokozatosan süllyedő karsztvízszint egyes nyugalmi helyzeteit jelzik a barlangszintek. Azt mutatja a barlangok rövidsége, hogy nagyon rövid ideig tartottak az egyes nyugalmi időszakok, és az egyes kiemelkedések (geológiai értelemben) nagyon gyorsan végbementek. Mivel napjainkban az állandó karsztvízszint mélyen a szurdok talpa, 260–290 m tszf. magasság alatt, kb. 120–130 m tszf. magasságban húzódik, ezért jelenleg már az összes barlang száraz és pusztul. Minél magasabban találhatók az egyes barlangok, annál idősebbek. A Hét-lyuk anyabarlangja a legidősebb, a Remete-barlang a legfiatalabb. A nagyon meredek lejtők és a rövid barlangok azt a feltételezést támasztják alá, hogy az egész kiemelkedés nagyon fiatal, és legrégibb üteme sem nagyon régen történt.
A barlangszintek a szurdok teraszai, de ebben az esetben csak tektonikus teraszoknak tekinthetők, amelyek a szakaszos kiemelkedés miatt fokozatosan bevágódó völgyfenék régebbi szintjeit jelzik. A barlangok szárazsága és jelenlegi karsztvízszint feletti magasan fekvése hosszú ideig tartó, idősebb kiemelkedést jelent, de fiatalítja a kiemelkedést a barlangok rövidsége. Ugyanis ha gyors a kiemelkedés, akkor magasra emelheti a barlangokat fiatal kiemelkedés is, amelyek nem tudnak eléggé kifejlődni a gyors karsztvízszint-süllyedés miatt. A kiemelkedés három szakaszát jelzi a három barlangszint.
Kadić Ottokár 1952-ben befejezett kéziratában össze lett foglalva a barlang kutatástörténete. A Folia Archaeologica 1954. évi évfolyamában meg van említve, hogy Mottl Mária pl. a Remetehegyi kőfülke, a Puskaporosi barlang és a Vaskapu-barlang sztyeppeibb jellegű faunáit tekinti posztglaciálisnak, a Pilisszántói-kőfülke faunáját pedig késői glaciálisnak (Spätglazial = W3) nevezi, bár a lemming az előzőkben is megvan helyenként. A Népszava 1955. július 10-én megjelent számában meg van említve, hogy megtalálták a Kis-kevélyi-barlangban, a Solymári-ördöglyukban, az óbudai Remete-barlangban, valamint a máriaremetei völgy alsó barlangjában és felső nagy kőfülkéjében a jégkorszak állatvilágának csontmaradványait.
A Leél-Őssy Sándor által írt és 1957-ben megjelent, A Budai-hegység barlangjai című tanulmány szerint a Budai-hegységben csak kis méretű karsztos barlangok vannak. Ezek is csak egy helyen: a pesthidegkúti Remete-hegyen, a Máriaremetei-szurdokvölgy oldalában (a nagyon kis méretűektől eltekintve). A Remete-hegyen található karsztos barlangok közül a Remete-barlang és a Kőfülke jelentősebbek. A Remetehegyi-kőfülke a völgytalptól kb. 50 m-rel magasabban nyílik. Dachsteini mészkőből jött létre. Hatalmas, messziről is jól látható bejáratú, de nagyon rövid (2 m hosszú) kis forrásbarlang. Egy vakkürtő oldalának beomlása miatt keletkezett a hatalmas, kb. 6 m magas bejárat. A Budai-hegység barlangjainak földrajzi elhelyezkedését bemutató helyszínrajzon megfigyelhető a karsztos Remetehegyi-kőfülke földrajzi elhelyezkedése.

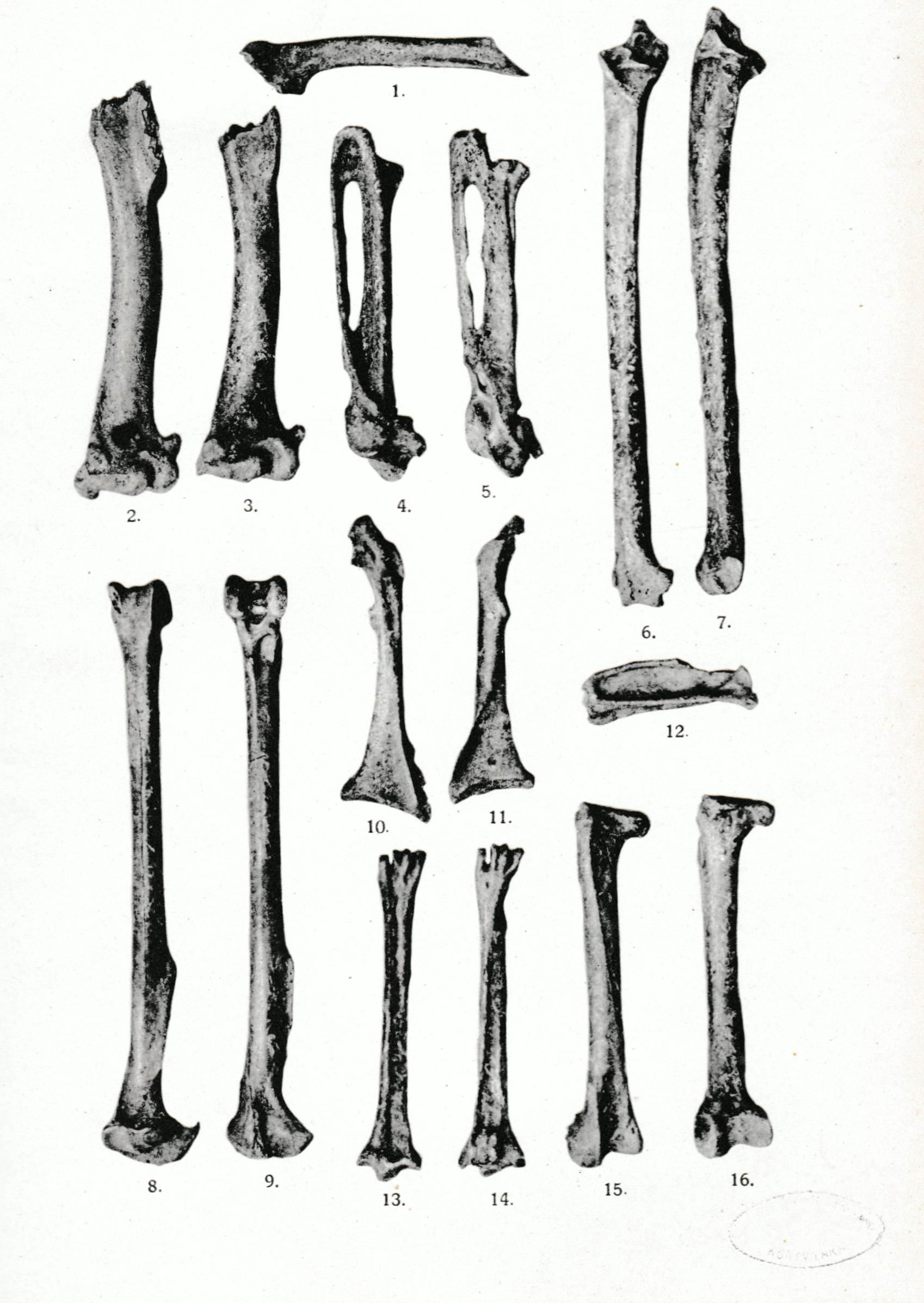
A Remete-hegyi-kőfülkéből előkerült hollócsontok

Az 1957-ben napvilágot látott, Budai-hegyek útikalauz című könyvben szó van arról, hogy a Remete-szurdok völgyének Ny-i végén (284 m tszf.) vége van az erdőnek, ahol jobbra meredek, görgeteges ösvény vezet a Remetei kőfülke fülketípusú kis üregéhez. A hegyoldalban, 338 m tszf. magasságban nyílik. Hatalmas, boltozatos tátongó bejárata már messziről látható. Egy nagy külső teremből és egy kisebb belső odúból áll. A fülke felül egy kb. 12 m magas kürtőben folytatódik és szabálytalanul záródik. 1914-ben Kormos Tivadar és Lambrecht Kálmán kutatta át. Az ásatásokkor 33 emlősfaj, 49 madárfaj, 1 gyíkfaj, 2 békafaj, 2 csigafaj és halmaradványok kerültek elő. Feltűnően nagy számban fordulnak elő benne víz környékét és nedves talajt kedvelő állatok. Ezért valószínű, hogy a posztglaciális kornak abban a szakában, amikor a Remetei kőfülke rétegei létrejöttek, Budapest környékén mocsaras, majd később szárazabbá váló pusztaság helyezkedett el. A Remete-hegy oldalában több kisebb-nagyobb barlang van.
Az 1958-ban kiadott, Budapest természeti képe című könyv szerint a Remete-szurdok középső barlangszintjében, a szurdok Ny-i végén található a Remetehegyi-kőfülke, amely régi forrásbarlang volt. A kőfülke bejárata öblös, messziről is jól látható. A jelenleg száraz barlang állatcsontokat tartalmazó pleisztocén és holocén rétegeit feldolgozták. A Budai-hegység barlangjai közül a Remete-barlang és a mellette található Kőfülke, illetve felette a Hét-lyuk tartoznak a karsztos barlangokhoz, a hegységben lévő többi barlang legnagyobbrészt hévizes kialakulású. A Remete-szurdok barlangjai nem nagyok, közülük egyik sem éri el az 50 m-es hosszúságot. Az 1959-ben megjelent, Budapest természeti földrajza című könyvben az olvasható, hogy 2 m hosszú, száraz és pusztuló forrásbarlang, amelynek pleisztocén és holocén kitöltésében állati csontok lettek gyűjtve. Bejárata egy vakkürtő oldalfalának beomlása miatt keletkezett.
Az 1960. évi Karszt- és Barlangkutatásban napvilágott látott tanulmányban az van írva, hogy az örvös lemming előfordulása a Tekeres-völgyben nem elszigetelt jelenség, mint a közép-franciaországi lelőhelyeken, mert a Budai-hegységben és a Gerecsében több barlangban, például (Remetehegyi kőfülke) is előfordult a faj. Az 1960. évi Hidrológiai Közlönyben publikált és Vladimir Panoš által írt tanulmányban meg van említve, hogy a Budai-hegység barlangjai csak nagyon kicsit alakultak a hideg víz tevékenységének hatására. Ebből a típusból csak nagyon kevés barlang van a hegységben, pl. a Remetei kőfülke.
Az 1962-ben kiadott, A barlangok világa című könyvben röviden van leírva a Remete-hegyi-kőfülke. Kicsi, de tudományos szempontból jelentős barlangok vannak a Remete-hegy–Zsíros-hegy fennsíkjának DK-i peremén, ahol bevágódott a dachsteini mészkőbe a Máriaremetei-szoros. A leírás szerint a Máriaremetei-szoros Ny-i végénél, kb. 340 m tszf. magasságban van a Remetehegyi-kőfülke hatalmas bejárata, amely látható messziről. A Kormos Tivadar és Lambrecht Kálmán által végzett ásatások során jégkorszaki fauna került elő a barlangból. A Remete-hegyi-kőfülke, a Remete-barlang és a hegyoldalban nyíló többi kisebb üreg valószínűleg egykori forrásbarlangok voltak és lehet, hogy hidrológiai rendszerükhöz kapcsolódott a Hét-lyukból induló vízszintes barlang is. Az 1964-ben napvilágot látott, Az országos kék-túra útvonala mentén című könyvben meg van említve, hogy a Remetei kőfülke és a Solymári-ördöglyuk őskori állatok (barlangi oroszlán, barlangi medve, egyéb emlősök és madarak) csontjainak lelőhelye volt.

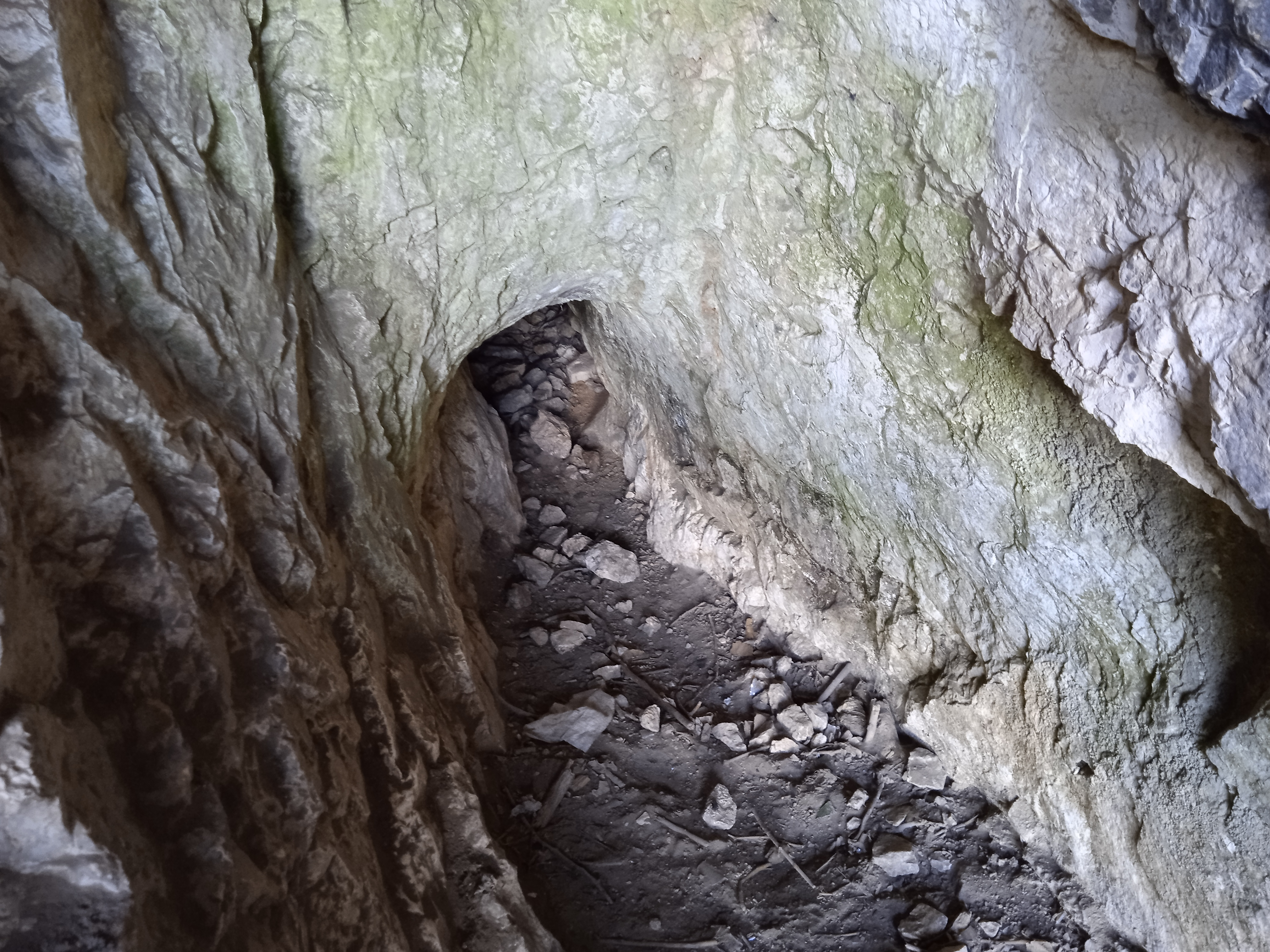
A Remete-hegyi-kőfülke belsejének részlete

Az 1964. évi Karszt- és Barlangkutatási Tájékoztatóban szó van arról, hogy a borsodi Bükk hegység klasszikus barlangvidékén lévő barlangok ásatása után történt a Budapest környékén nyíló barlangok, sziklafülkék, pl. a Remetehegy kőfülkéje ásatása. Az 1964-ben kiadott, Geológiai kirándulások Budapest környékén című könyvben az olvasható, hogy a völgy Ny-i bejárata felett már messziről is látható barlang a völgytalp felett 70 m-re nyílik, eredményes régészeti ásatást végeztek benne és lényegében egyetlen terme van, amelynek nagy méretű nyílása a bejárat mennyezetének beomlása miatt alakult ki.
Az 1966-ban megjelent, Budai-hegység útikalauz című könyv szerint a remetei Szurdok-völgyben a patak jobb partján felfelé haladva a kanyarban szemközt látszik a Remete-hegy erdős-sziklás oldala. Majd feltűnik fent, magasan a Remetei kőfülke hatalmas bejárata. A Remete-hegyen lévő magasfeszültségű vezeték egyik tartóoszlopánál lehet elérni a magasfeszültségű vezeték széles nyiladékát, amelyen lefelé kell haladni. A nyiladékba becsatlakozás utáni következő tartóoszloptól balra néhány lépéssel ki lehet menni a Kőfülke feletti sziklatömb tetejére. A Remete-szurdok régen valószínűleg hatalmas barlang volt. Az egykori ősbarlang maradványai, oldalágai jelenleg is láthatók a Remete-hegy sziklás oldalában. A Remete-hegy oldalában nyíló barlangoknak nagy a tudományos értéke. A barlangok három szintmagasságban helyezkednek el és régi forrásbarlang mindegyik. Ezek az emeletek a Remete-hegy kiemelkedésével egyszerre egyre mélyebbre ereszkedő karsztvíz régi szintjét jelzik. A barlangok dachsteini mészkőben vannak és főleg tektonikus hasadékok mentén keletkeztek. A Remete-szurdok mindegyik barlangja nagyon pusztul és eltömődik. A völgy É-i oldalában öt barlang van (a Hét-lyuk, a Remete-hegyi-kőfülke, a Remete-barlang, a Remete-hegyi 10. sz. barlang és a Remete-hegyi 14. sz. barlang).

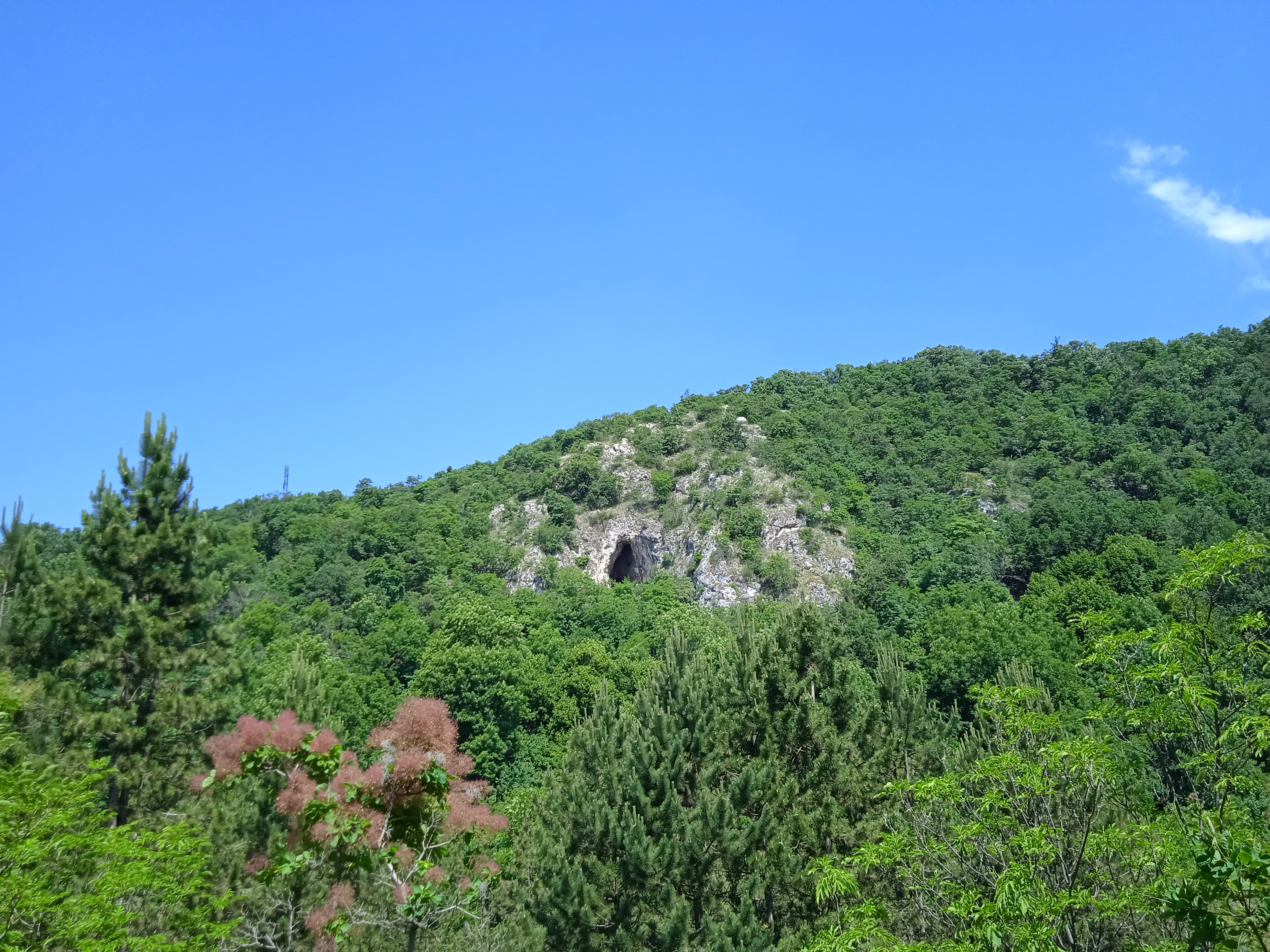
A Remete-hegyi-kőfülke bejárata a Hosszúerdő-hegyről fényképezve

A Remetei kőfülke a második barlangszintben, a völgytalp felett 54 m-re, 338 m tszf. magasságban található. Bejáratához meredek és kőgörgeteges ösvényen lehet felkapaszkodni. Egy vakkürtő oldalfalának beomlása miatt alakult ki. Kapuja 10–12 m magas és lentről már messziről észrevehető. Régen a ragadozó madaraknak lehetett ideális tartózkodási helye magas kürtője. A barlang egy szűkülő, kb. 6 m hosszú külső teremből és egy hozzá kapcsolódó rövidebb, kb. 4 m hosszú belső fülkéből áll. 1914 tavaszán Kormos Tivadar a barlangban végzett ásatással tűzhelyeket fedezett fel. Közülük kettőben cserépedény töredékek és égetett csontok voltak. Bella Lajos szerint a cserépedény töredékek korongon készült edények maradványai, amelyek a 14. századból származhatnak díszítésük és készítésük technikája alapján. Az ásatásokkal felszínre került kb. 5000 db csontmaradvány. Leginkább madarak és emlősök csontjai. Ezeket Lambrecht Kálmán határozta meg. A csontleletek alapján feltételezik a kutatók, hogy a jégkorszak után nagy mocsarak lehettek Budapest környékén, amelyek bőséges vadászterületei voltak hosszú időn át a remete-hegyi ragadozó madarak számára. A kőfülkével majdnem azonos szinten van a Remete-hegyi 10. sz. barlang.
Szunyogh Gábor (az FTSK Barlangkutató Csoport tagja) 1970-ben felmérte a barlangot. A felmérés adatainak felhasználásával meg lett szerkesztve a barlang alaprajz térképe, hosszmetszet térképe és 4 keresztszelvény térképe. A térképlapon jelölve van az É-i irány. Az alaprajz térképen és a hosszmetszet térképen megfigyelhető a 4 keresztszelvény elhelyezkedése a barlangban.

### 1971-től

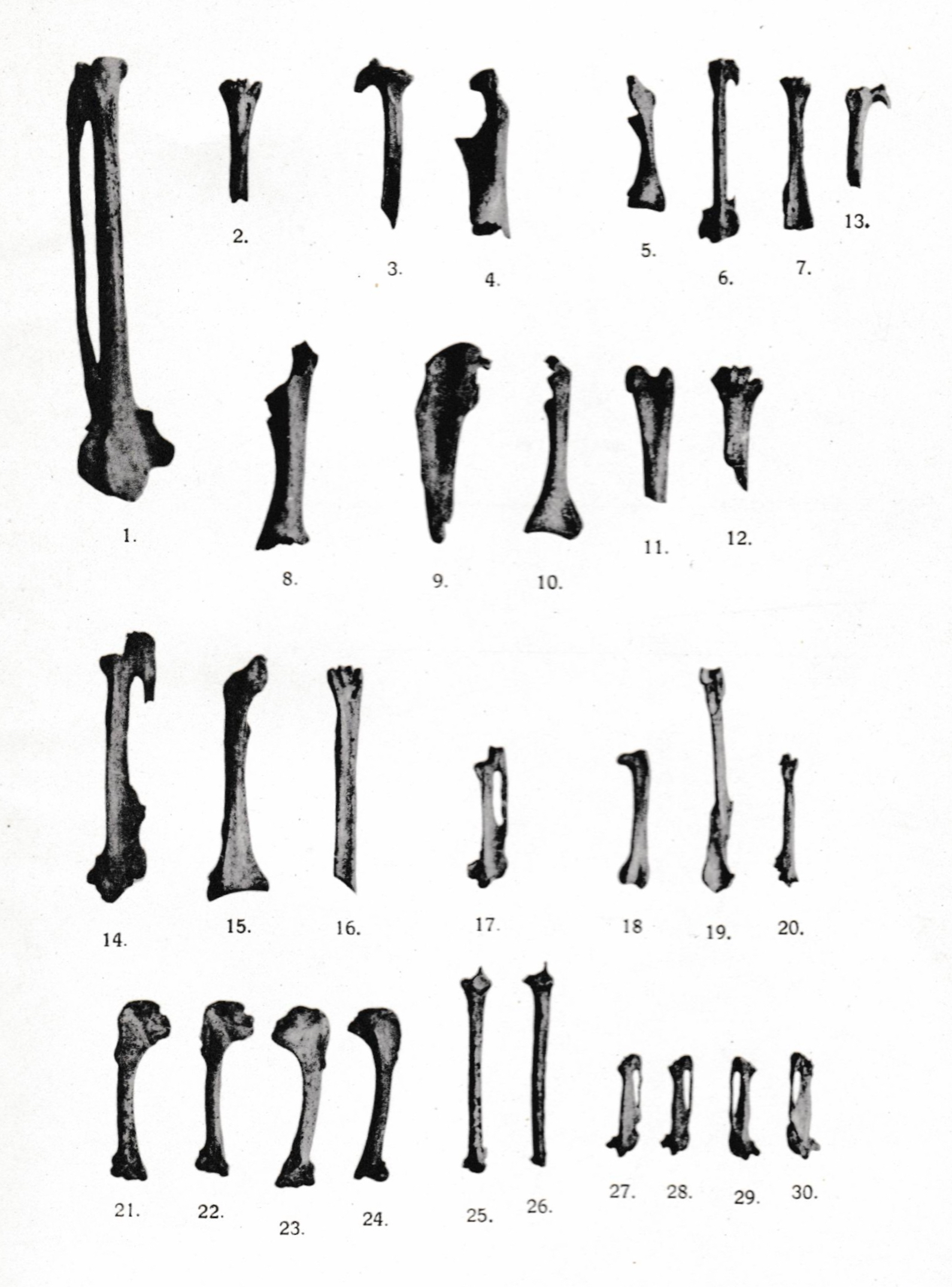
A Remete-hegyi-kőfülkéből előkerült madárcsontok

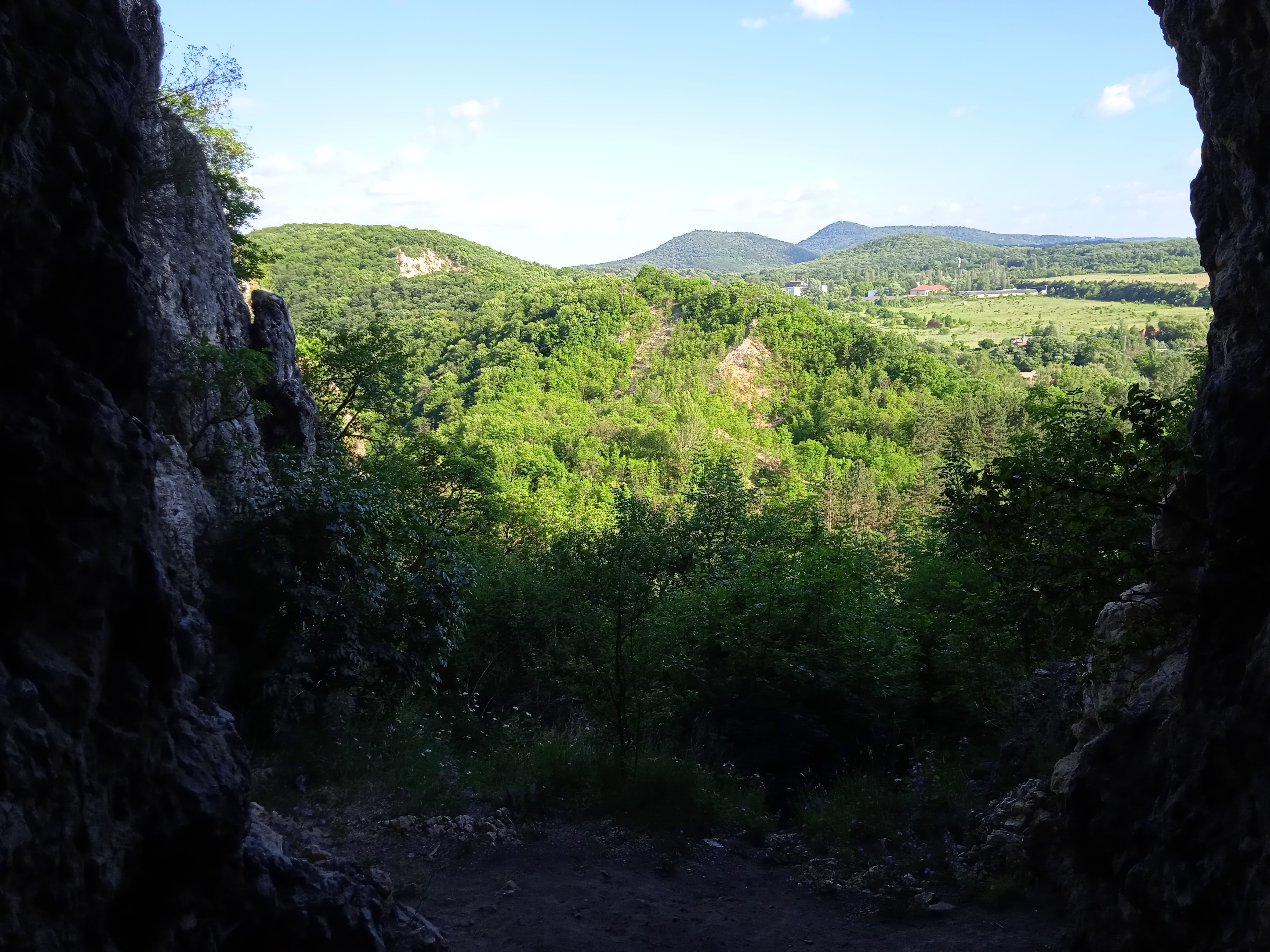
Kilátás a Remete-hegyi-kőfülkéből

A Karszt és Barlang 1971. évi évfolyamában kiadott beszámolóban, amely a Remete-szurdoknak és barlangjainak 1970. évi térképezését ismerteti, az olvasható, hogy az Ördög-árok patakja, mielőtt Budapestre belépne, meredek sziklafalak között, a festői szépségű Szurdok-völgyön tör át. Ezek a sziklafalak sok üreget, barlangot rejtenek magukban. A Ferencvárosi Természetbarát Sportkör barlangkutató szakosztálya 1970. július 12. és 19. között tartott egy térképezőtábort azért, hogy a völgy összes üregét felmérje, illetve pontosan meg legyen határozva a barlangok egymáshoz viszonyított földrajzi elhelyezkedése. A szakosztály tagjai, a tábor utáni ellenőrzőmérésekkor és felszíni mérésekkor, a nagyobb barlangokon kívül még négy kis barlangot mértek fel a teljesség kedvéért. A Szurdok-völgyben 12 ismert és felmért, barlangnak tekinthető természetes üreg van. A völgy bal oldalában nyílik mindegyik.
Ny-ról K-i irányba számozva a Remete-szurdokban lévő barlangokat, sziklabordák szerint az 1. számú sziklabordában van a Remete-hegyi-kőfülke, a Remete-hegyi 2. sz. barlang, a Remete-hegyi 3. sz. barlang és a Remete-hegyi 4. sz. barlang. A kőfülke és a három kis barlang majdnem ugyanazon a tszf. magassági szinten helyezkednek el. A Hűvösvölgy–Nagykovácsi műút felől haladva a Szurdok-völgyhöz először a Remete-hegyi-kőfülke tűnik fel. A szurdok Ny-i végében, az É-i oldalon, kb. 340 m tszf. magasságban található. 50 m-t kell a völgytalptól felfelé mászni a látogatónak ahhoz, hogy elérje a kőfülkét. Valószínűleg eredetileg zsomboly volt a messziről is látható barlang. Egyik oldala lepusztult a zsombolynak, ezért a barlang most nyitott a völgy felé.
Ez a hatalmas fülke 12 m magas, alja 5×7 m-es négyszög, térfogata 216 m³. Két jól látható hasadék metszéspontján alakult ki a barlang. Ennek az egykori aknának a hátsó falán 2 m magasan kis fülke nyílik. Ez a kis fülke 3,5 m hosszú, 2,5–3 m magas és 2 m széles. A fülkében 1,5 m mély árok van, amelynek alján szűk szorítón átpréselődve egy másik járatba lehet jutni. Ebben a kb. 5,5 m hosszú kúszójáratban csak néhány helyen lehet felállni a táguló hasadékban. Agyagkitöltés alja. A barlang legnagyobb vízszintes kiterjedése 13 m, legnagyobb függőleges kiterjedése 12 m. A völgy 1. számú barlangja a Remete-hegyi-kőfülke. Felette és a szirtben van még néhány egészen kis üreg. A Remete-hegyi-kőfülke szirtjének K-i oldalán, sekély vízmosással elválasztva, erdővel borított sziklafalakban, az 1. sziklaborda és a kopár 2. sziklaborda között van a Remete-hegyi 2. sz. barlang, a Remete-hegyi 3. sz. barlang és a Remete-hegyi 4. sz. barlang. A tanulmányban látható a máriaremetei Remete-szurdok térképvázlata, amelyet az FTSK Barlangkutató Csoport 1970-ben rajzolt. Jelölve van a Remete-hegyi-kőfülke földrajzi elhelyezkedése ezen a helyszínrajzon, amelyen Kő-fülke a neve. A publikációba bekerültek a barlang 1970-ben készült térképei.
A Karszt és Barlang 1971. évi évfolyamában található egy Bertalan Károly által készített összeállítás a remete-hegyi barlangok irodalmáról, amelyben ez a barlang is szerepel. A Bertalan Károly és Schőnviszky László által összeállított, 1976-ban megjelent Magyar barlangtani bibliográfia barlangnévmutatójában meg van említve a Budai-hegységben lévő barlang Remete-hegyi-kőfülke néven Máriaremetei-sziklafülke, Mörder-lücke és Betyár-kőfülke névváltozatokkal. A barlangnévmutatóban fel van sorolva 20 irodalmi mű, amelyek foglalkoznak a barlanggal.
A Bertalan Károly által írt, 1976-ban befejezett kézirat 24-es számú céduláján van ismertetve a Budai-hegyekben lévő Remete-hegyen található, nagykovácsi Remetehegyi 1. sz. barlang (Remetehegyi kőfülke, remete-máriai Felső barlang). A Remete-szurdok Ny-i végében, az É-i oldal I. sziklabordájában, 340 m tszf. magasságban található a barlang bejárata. A hatalmas bejárat, amely az út felett 50 m-re helyezkedik el, már az országútról is látható. A barlang 7+5 m hosszú, 12 m magas és 5 m széles. Lepusztult, félbevágódott zsomboly-talp és kitöltése ki van ásva. A kézirat barlangot ismertető része 2 publikáció alapján lett írva.
Az 1977-ben kiadott, Kordos László által írt tanulmányban lévő, a keskenyfejű pocok és a mezei pocok M1 sisakmorfológiai variációinak gyakoriságát ábrázoló grafikonon az egyik szemléltetett felső pleisztocén magyarországi lelőhely a Remete-hegyi-kőfülke. Az 1979. évi Turista Magazinban szó van arról, hogy a Remete-hegy D-i végénél, a Szurdoknál több barlang képződött a Remete-hegyben. A Remetei kőfülke a Remete-hegy oldalában, a középső szinten nyíló barlang, amelyben felfedezték az ősember nyomait is.

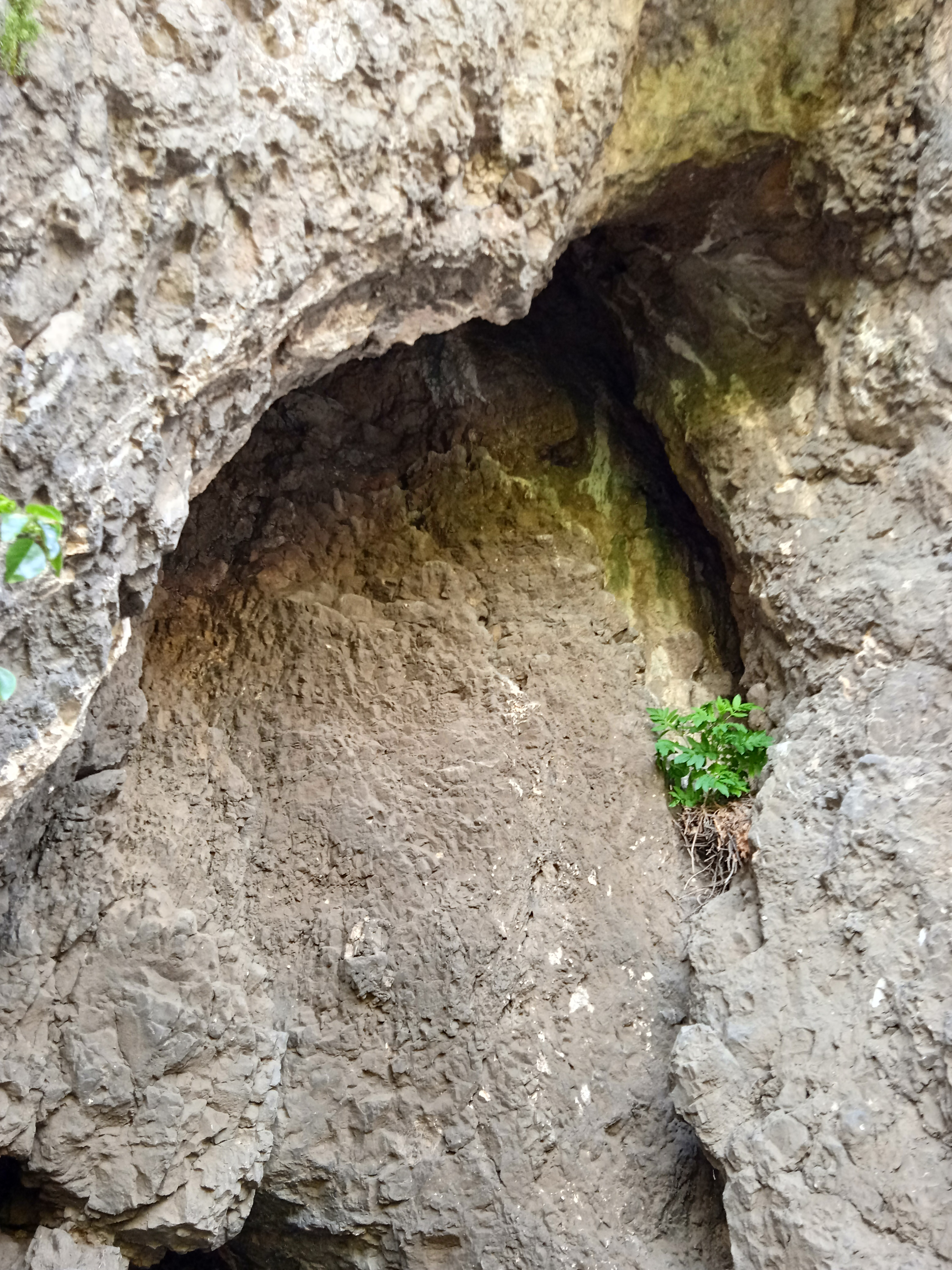
A Remete-hegyi-kőfülke egyik része

Az 1982-ben megjelent, Budai-hegység útikalauz című kiadványban az van írva, hogy a Remete-hegy oldalában nyíló barlangok nagy tudományos értéket képviselnek. A Remete-szurdokban, de főleg annak É-i oldalában, a Remete-hegy dachsteini mészkövének tektonikus hasadékai mentén sok barlangot hozott létre a hegy fokozatos kiemelkedésével együtt egyre mélyebbre leszálló karsztvíz. Ezek a jelenleg már kivétel nélkül pusztuló, szenilis és eltömődő barlangok a hegyoldalban különböző szintmagasságokban találhatók. A völgytalphoz közel lévők a fiatalabbak, a magasabban húzódók az idősebbek. Ezek a barlangok ugyanis a hegy kiemelkedésével egyre alacsonyabbra szálló karsztvíz akkori szintjét jelzik, amikor keletkeztek az egyes barlangok. 20-nál több barlang van a Remete-szurdokban. Ezek közül csak a nevezetesebbek (Hét-lyuk, Remete-barlang, Remete-völgyi Felső-barlang, Remete-hegyi-kőfülke, Remete-hegyi 14. sz. barlang) vannak a könyvben ismertetve.
A Máriaremete határában emelkedő Remete-hegy oldalában van a messziről látható és kis mélységű Remetei-kőfülke hatalmas bejárata. A Remete-barlang felett lévő sziklafalban húsznál több kisebb-nagyobb üreg van. A Remete-hegy Remete-szurdok felőli oldala meredek, sziklás és sok barlang található benne. A Budai-hegység barlangjainak földrajzi elhelyezkedését szemléltető helyszínrajzon látható a Remete-szurdok barlangjainak földrajzi elhelyezkedése. A Remete-szurdok mély és kanyargó völgyében a patak jobb oldali partján haladva feltűnik a fordulóban szemközt a Remete-hegy erdős-sziklás oldala, majd magasan fent felbukkan a Remetei-kőfülke hatalmas bejárata. (Balra van a kőfejtő által tönkretett hegyoldal, amelynek már megkezdték erdősítését.)
A Remetei-kőfülke a Remete-szurdok Ny-i végének közelében, a völgy É-i oldalában, a patak szintjétől 54 m-rel magasabban, 338 m tszf. magasságban helyezkedik el. Hatalmas, ív alakú bejáratához, amely a nagykovácsi útról már messziről látszik, köves és meredek ösvényen lehet felkapaszkodni. Az üreg magassága sokkal nagyobb, mint hosszanti kiterjedése, ezért jellegzetes kőfülke. Egy 6 m-es külső teremből és egy hozzá kapcsolódó kb. 4 m-es belső fülkéből áll. Kb. 12 m magas kürtőben folytatódik a külső terem felfelé. Kormos Tivadar 1914. évi ásatása a barlang kitöltésében több tűzhelyréteget fedezett fel, amelyek közül kettőben az égett csontok mellett korongolt cserépedények töredékeire bukkant. Ezek valószínűleg a 14. századból származnak készítési technikájuk és díszítésük alapján. A mélyebb rétegekbe lenyúló ásatásokkal kb. 5000 csontmaradványt tártak fel, leginkább madarak és kisebb emlősök csontjait. A csontokat Lambrecht Kálmán határozta meg. Arra következtettek a csontok alapján a kutatók, hogy a kőfülke magasba nyúló kürtőjében régen ragadozó madarak élhettek, amelyek a környéken lévő erdőkből és a vidék akkor még kiterjedt mocsaraiból hordták be a barlangba zsákmányukat.

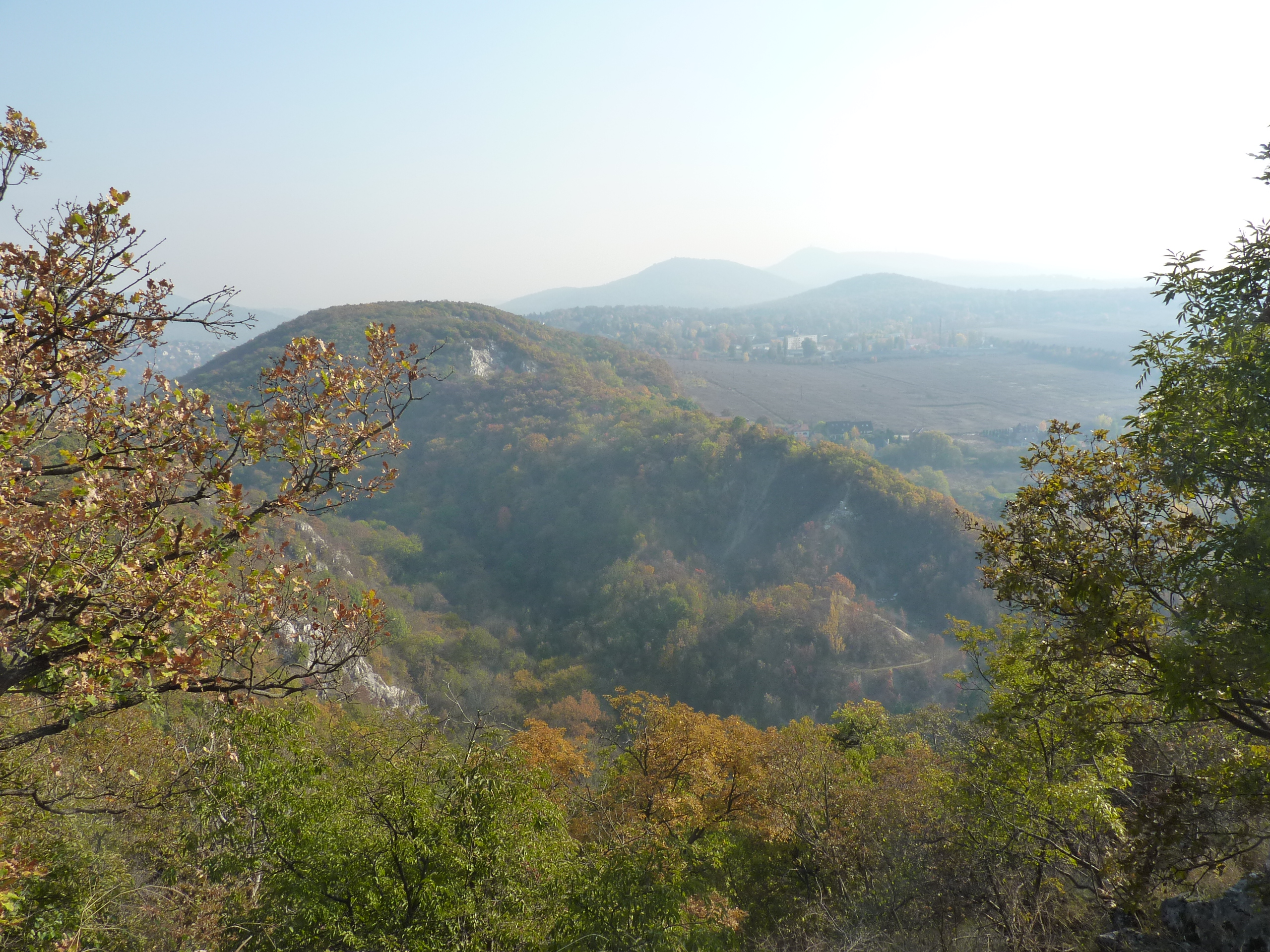
Rálátás a Remete-hegyről a Remete-szurdokra és a Hosszúerdő-hegyre

Az 1984-ben kiadott, Magyarország barlangjai című kiadványban, a magyarországi barlangkutatás történetét bemutató részben meg van említve, hogy az 1913-tól 1916-ig tartó időszakban a barlangi ásatások kiterjedtek a Remete-hegyi-kőfülkére is. A könyv országos barlanglistájában szerepel a Budai-hegységben lévő barlang (Remete-hegyi-kőfülke, Remete-hegyi 1. sz. barlang, Remete-máriai felső-barlang). A listához kapcsolódóan látható a Dunazug-hegység barlangjainak földrajzi elhelyezkedését bemutató, 1:500 000-es méretarányú térképen a barlang földrajzi elhelyezkedése. Az 1984. évi Állattani Közleményekben szó van arról, hogy a nagyon hiányosan ismert palánki szakasz állatvilága főleg a Remete-kőfülke és a Jankovich-barlang 8–6. mintáiban látható. A Népszabadság 1984. március 1-i számában meg van említve, hogy 1984. március 3-ára a BSE szervezett egy túrát, amely érinti a Remete-hegyi-kőfülkét. A Népszabadság 1984. március 22-i számában meg van említve, hogy a Remete-szurdokban, természetvédelmi területen van kőfülke, barlang, melyek érdekesek és már menedéket, otthont nyújtottak a kőkorszak emberének is.
A Magyarország Régészeti Topográfiája sorozat 1986-ban megjelent, A budai és szentendrei járás című kötetében, a 12/6. sz. lelőhely (remete-hegyi Alsó- és Felső-barlang) ismertetésében szó van arról, hogy az Ördög-árok szurdokvölgyének É-i oldalán emelkedő Remete-hegy D-i meredek, néhány helyen sziklás lejtőjén van néhány kis barlang. Régészeti leletek ezek közül az Alsó-barlangból, a Felső-barlangból és a Remete-hegyi Zsombolyból kerültek elő. Ezek gyakran budapesti barlangokként vannak bemutatva az irodalomban a főváros közelsége miatt. 1877-ben Lóczy Lajos ajándékozott a Magyar Nemzeti Múzeumnak 3 cserepet és állatcsontokat, amelyeket a budai Remetemária közelében elhelyezkedő sziklaodúban talált (MNM 168/1877. 1–4.).
Az 1990. évi Karszt és Barlangban meg van említve, hogy a Remete-hegyi-kőfülke faunáját, monografikus formában, az elsők között, Lambrecht Kálmán és Kormos Tivadar dolgozták fel. A magyarországi posztglaciális kérdés tisztázásához lényegesen hozzájárultak munkájukkal. 2004-ben Kraus Sándor írta le a Beszámoló Kraus Sándor 2004. évi tevékenységéről című kéziratában.

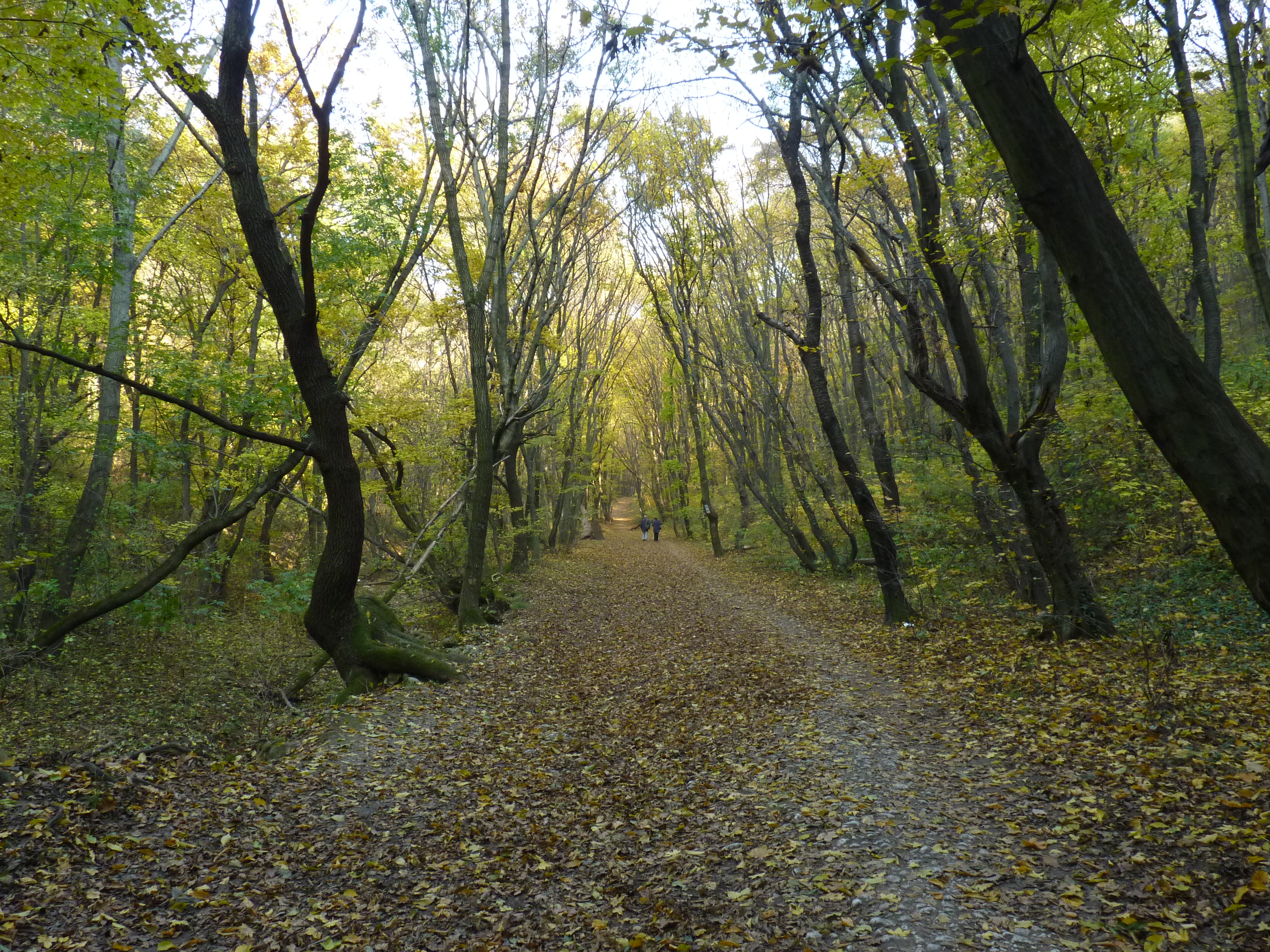
A Remete-szurdok egyik része

A 2004-ben megjelent, Föld alatti Magyarország című könyvben az van írva, hogy a Hűvösvölgyből Nagykovácsiba vezető országút felől közeledve a Remete-szurdokhoz feltűnik egy nagyméretű barlangbejárat a szurdok É-i, sziklás falában. Megizzasztja az érdeklődőt a 340 m tszf. magasságban nyíló Remete-hegyi-kőfülke bejáratának elérése. A görgeteges lejtőkbe kitaposott ösvényen a völgytalptól kb. 50 m-es szintkülönbséget kell leküzdeni. Először csalódást okoz a 12 m magas barlangbejárat mögött található, majd néhány méter után teljesen szűk járat, de ezt azután feledteti a látogató elé táruló csodálatos kilátás. Lambrecht Kálmán és Kormos Tivadar régészeti ásatása 1914-ben egészen eltávolította a kőfülke kitöltését. Az előkerült anyag, amelyben feltűnően sok volt a felső pleisztocén madárcsont, feldolgozásakor rekonstruálták a barlang környékének ősföldrajzi képét, ami eleinte vizenyős, mocsaras, később szárazabb pusztaság volt. A barlang ismertetéséhez mellékelve lett egy színes fénykép, amelyen a Remete-hegyi-kőfülke bejárata figyelhető meg.
A 2005-ben kiadott, Magyar hegyisport és turista enciklopédia című kiadványban önálló szócikke van a barlangnak. A szócikk szerint a Remete-kőfülke a Budai-hegységben található és megkülönböztetett védelmet igénylő barlang. A Remete-völgy középső barlangszintjén, 331 m tengerszint feletti magasságban, a völgytalp felett 50 m-re van a barlang bejárata. Bejárata íves, 12 m magas és 5 m széles, a szurdok É-i oldalának Ny-i végében messziről látható. A bejárati fülke 5×7 m-es, amelynek hátsó falában 2 m magasságban a járat még kb. 9 m hosszban egy 3,5 m hosszú, 2 m magas, 3 m magas teremmel és az abból kezdődő kúszójárattal folytatódik. Az 1914-ben végzett ásatásokkal nagyon sok rágcsáló-, madár- és halmaradványt találtak kitöltésében.
A Duna–Ipoly Nemzeti Park Igazgatóság működési területén, a Budai-hegységben elhelyezkedő és 4772/3 kataszteri számú Remete-hegyi-kőfülke, 2006. február 28-tól, a környezetvédelmi és vízügyi miniszter 8/2006. KvVM utasítása szerint, megkülönböztetett védelmet igénylő barlang. A 2009. évi Archaeologiai Értesítőben meg van említve, hogy a Remete-hegyi-kőfülke leletanyagában is szerepel rozsomák (2 phalanx). A Duna–Ipoly Nemzeti Park Igazgatóság működési területén lévő és 4772-3 kataszteri számú Remete-hegyi-kőfülke, 2012. február 25-től, a vidékfejlesztési miniszter 4/2012. (II. 24.) VM utasítása szerint, megkülönböztetetten védett barlang.

## További irodalom
- Cholnoky Jenő: Magyarország földrajza. (Föld és élete 6.) 1936.
- Csorba Csaba szerk.: Turista magazin útikalauza. 21. sz. 1974/1.
- Jánossy Dénes: A magyarországi pleisztocén tagolása gerinces faunák alapján. Akadémiai Kiadó, Budapest, 1979. 151. old.
- Lambrecht Kálmán: Herman Ottó élete. Budapest, 1933.
- Láng Sándor: Karszttanulmányok a Dunántúli Középhegységben. Hidrológiai Közlöny, 1948. (28. köt.) 1–4. füz.
- Mottl Mária: Az interglaciálisok és interstadiálisok a magyarországi emlősfauna tükrében. (Hozzászólásokkal.) Beszámoló a Magyar Királyi Földtani Intézet vitaüléseinek munkálatairól, 1941. (3. évf.) 1. füz. 3–42. old.
- Tamaskó Béla: A BETE 1943. évi működése. A Budapesti Egyetemi Turista Egyesület beszámolója az 1943. évi működéséről. Budapest, 1944. 3–34. old.
- Tompa Ferenc: Őskor. In: Szendy Károly szerk.: Budapest története. 1. köt. Budapest az ókorban. Első rész. Budapest, 1942. 3–134. old. (24 táblával)